# Воронежский трамвай
Воронежский трамвай — бывшая трамвайная система, функционировавшая в Воронеже с 1926 по 2009 год, с перерывом в военное время. К концу XX века была одной из крупнейших в России.
Строительство системы шло в 1913—1914 годах, однако движение было запущено лишь 16 мая 1926 года. Воронежский трамвай был 39-м в СССР по общему счёту и третьим, построенным при советской власти. Его открытие описано в романе Ильфа и Петрова «Двенадцать стульев» (пуск Старгородского трамвая).
Движение трамваев между левым и правым берегами реки Воронеж осуществлялось по двум мостам — Вогрэсовскому (до 2003 года) и до января 2008 года по уникальному двухэтажному Северному мосту. Основной трамвайной магистралью являлась Кольцовская улица: по ней проходило наибольшее число трамвайных маршрутов.
Закат воронежского трамвая начался в 2001 году, после демонтажа основной трамвайной линии по Московскому проспекту. Официальной причиной были названы имевшиеся долги предприятия, износ фондов и общее устаревание трамвайного транспорта в мире. Система была полностью закрыта 15 апреля 2009 года, после чего Воронеж стал единственным миллионным и крупнейшим в России и Европе городом без рельсового городского транспорта (ранее эту позицию занимал город Тольятти).
В редакции генерального плана развития города, утверждённого в 2008 году, предусматривалось сохранение трамвайного движения. Согласно постоянным заявлениям местных органов власти, рассматривается создание системы Метробуса.

## История

### Дореволюционные годы
Предшественником воронежского трамвая и одновременно первым массовым общественным транспортом города Воронежа была система конно-железных дорог (сокращённо конка). Её открытие состоялось 11 (23) августа 1891 года. Расцвет воронежской конки пришёлся на начало XX века: сообщение осуществлялось по 4 маршрутам, основные линии были проложены по центральным улицам города — Большой Дворянской и Новомосковской. Условия работы конки регулировались концессионным соглашением, заключённым между городом и частными предпринимателями.

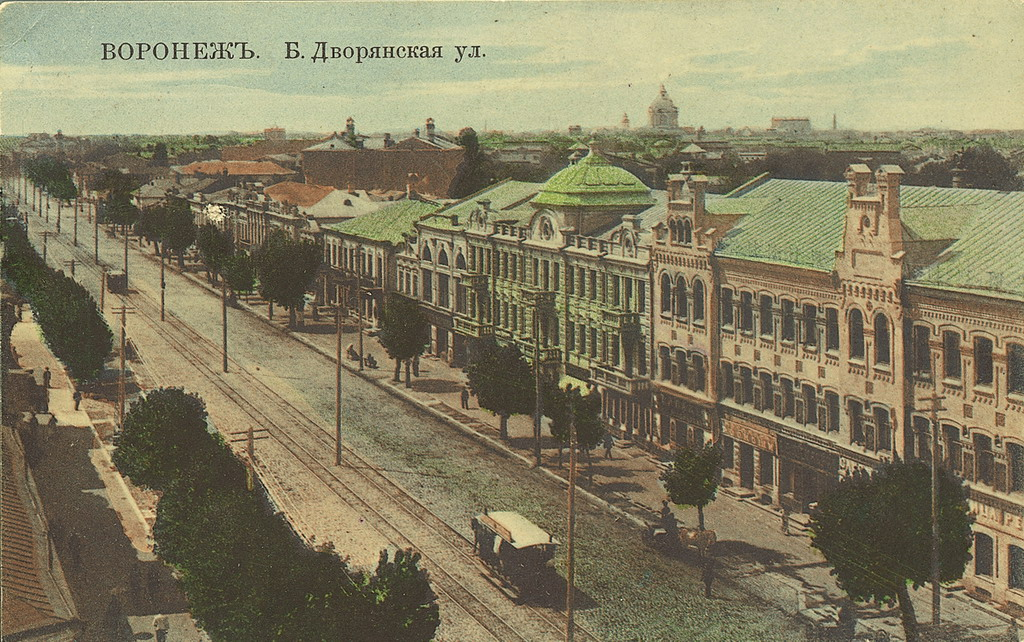
Конка на улице Большой Дворянской

Конка имела множество недостатков и в техническом плане отставала от своего времени. Главным из этих недостатков была организация движения на конной тяге; из необходимости использования животных — лошадей — неизбежно вытекала потребность в обширных затратах на содержание ветеринара, закупку, доставку и хранение корма для лошадей, содержание запасных лошадей (случаи, когда движение останавливалось из-за того, что лошади изнемогали или вообще умирали на ходу, не были единичными). Кроме того, в зимний период времени движение вагонов вообще могло прекращаться, и тогда вместо них приходилось использовать большое количество саней, запряжённых лошадьми.
Уже через несколько лет после запуска воронежской конки на территории Российской империи появились первые трамвайные системы, лишённые её недостатков. Необходимость строительства такой системы в Воронеже была очевидна, и в 1912 году на заседании Городской думы Воронежа впервые рассматривалось предложение о строительстве электрического трамвая. Для обсуждения необходимых вопросов была создана так называемая «трамвайная комиссия».
В 1913 году на заседании Городской думы утверждён план строительства электрического трамвая, для этого в Воронеже был выпущен заём на сумму 1825 тысяч рублей.
Система конно-железных дорог, находившаяся под управлением частного собственника, и система трамвайных путей, строительство которой осуществлялось в интересах муниципалитета и за государственный счёт, являлись несомненными конкурентами. По условиям концессионного соглашения город мог выкупить всю систему конно-железных дорог целиком, но всё равно не мог закрыть её до истечения срока действия соглашения. Ввиду этого обстоятельства, а также того, что стоимость выкупа конки оказалась слишком высокой для городских властей, проект строительства трамвайной системы был скорректирован: было решено не выкупать её, а прокладывать линии трамвайной системы параллельно линиям конки, охватывавшей основные пассажирские направления в городе. Тем не менее, маршрут первого в Воронеже трамвая пролегал не по Большой дворянской (ныне Проспект революции), а по Малой дворянской, так как по Большой дворянской в то время ездила конка.
Также проект был скорректирован по причине того, что возникла необходимость для прокладки трамвайных линий использовать часть усадьбы, находившейся в частной собственности, на что её владелица согласия не дала. Вопрос был решён при сотрудничестве тогдашнего гласного городской думы, Романихина. За 100 тыс. рублей он согласился пропустить трамвай через свою усадьбу.

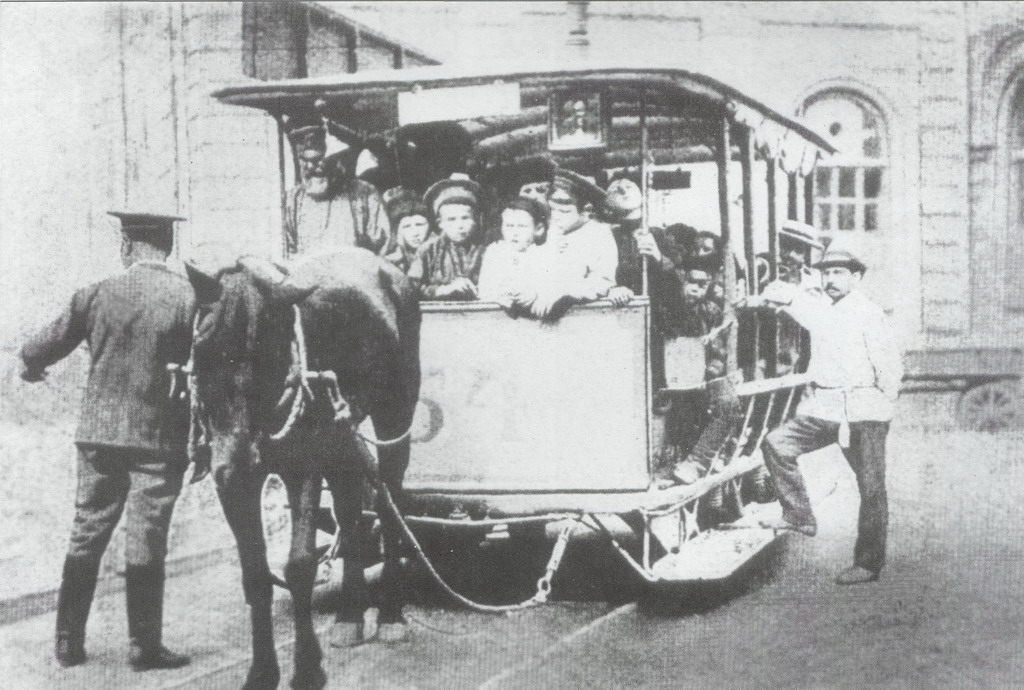
Воронежская конка, 1914 год

Всё трамвайное и электрическое оборудование было заказано за границей, вагоны немецкого производства должны были быть доставлены из Германии, но из-за начавшейся войны это оказалось невозможным. В дальнейшем задержка пуска трамвая была обусловлена политической нестабильностью в стране и Гражданской войной.
К середине 1914 года трамвайная инфраструктура была практически создана, но подвижного состава и ещё некоторого оборудования не было. Известно, что впоследствии на протяжении нескольких лет предпринимались попытки заказать отечественные аналоги недостававшего оборудования, в частности, трамвайные вагоны, но они не увенчались успехом.
В период с 1917 по 1922 год работа конно-железной дороги была нестабильной. Это было связано с политической нестабильностью, вызванной двумя революциями и гражданской войной. Прежние владельцы системы после событий октября 1917 года устранились от её обслуживания. Окончательно воронежская конка прекратила своё сообщение в 1922 году.
В советские годы ситуация с организацией дореволюционного трамвайного строительства и движения конно-железной дороги часто становилась предметом насмешек журналистов и объектом для критических публикаций. Известность получил случай, задокументированный в 1931 году: через 5 лет после запуска трамвайного сообщения состоялся импровизированный парад с участием вагона, стилизованного под конку и снабжённого лозунгом «Что было при городской думе», как отсылка к тому, что только Советской власти удалось организовать работу трамвайного транспорта.

### До окончания Великой Отечественной войны

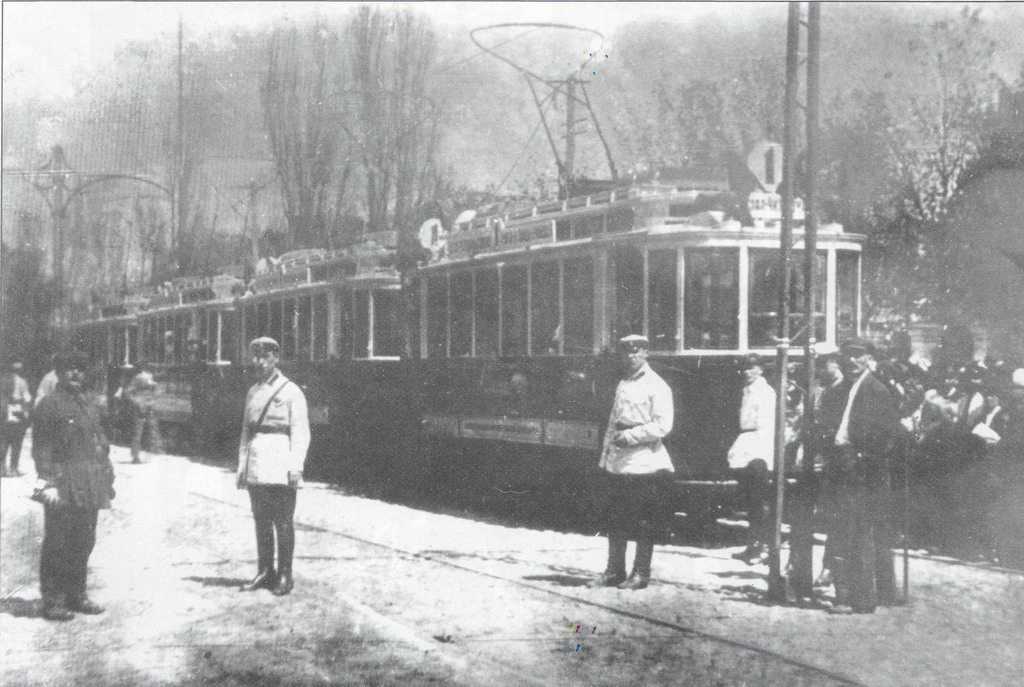
Пуск трамвая, 1926 год

По окончании Гражданской войны вновь остро встал вопрос обеспечения советских городов массовым общественным транспортом. Необходимо было восстановление городского хозяйства от последствий гражданского противостояния. Восстановление конки не рассматривалось ввиду её технического устаревания и интенсивного развития трамвайных систем в мире. Автобусов как массового вида городского транспорта в те годы ещё не существовало, поэтому в 1924 году было принято решение о постройке трамвая в Воронеже, а запуск движения по сообщению некоторых источников предполагался Губернским коммунальным отделом уже в августе 1925 года.
При строительстве трамвайных линий после Гражданской войны дореволюционный проект 1914 года был скорректирован: трамвайные линии были перенесены со второстепенных улиц на центральные взамен линий конно-железной дороги. Однако для организации работы с подвижным составом были задействованы строения построенного и не использовавшегося до революции трамвайного депо № 1 (на ул. 9-го Января, 54).
16 мая 1926 года в Воронеже было открыто трамвайное движение по линии «Вокзал — Маслозавод». На линию вышли 4 трамвайных вагона производства Коломенского завода серии «Х». Состоялись торжественный митинг и концерт; после концерта оркестр проехал по маршруту в одном из трамвайных вагонов.
За день до этого, 15 мая 1926 года, в газете «Воронежская коммуна» было дано объявление:

Настоящим президиум горсовета объявляет, что 16 мая в 11 часов утра состоится открытие ВОРОНЕЖСКОГО ГОРОДСКОГО ТРАМВАЯ, на которое горсовет приглашает прибыть до 11 часов представителей: губисполкома, губпрофсовета, губотделов профсоюзов, райкомов ВКП(б) и ВЛКСМ 1 и 2, делегаций заводов им. Ленина, Коминтерна, Воронежских и Отрожских мастерских, 19-й стрелковой дивизии, а также сводную группу отрядов пионеров.
Для приглашённых делегаций предоставляется бесплатный организованный проезд в вагонах трамвая от 11 до 3 часов дня, а с 3 часов дня начинается платное функционирование трамвая по тарифу, объявленному особо.
Президиум горсовета.

С появлением трамвайного движения связано и появление первых правил дорожного движения в городе Воронеже.

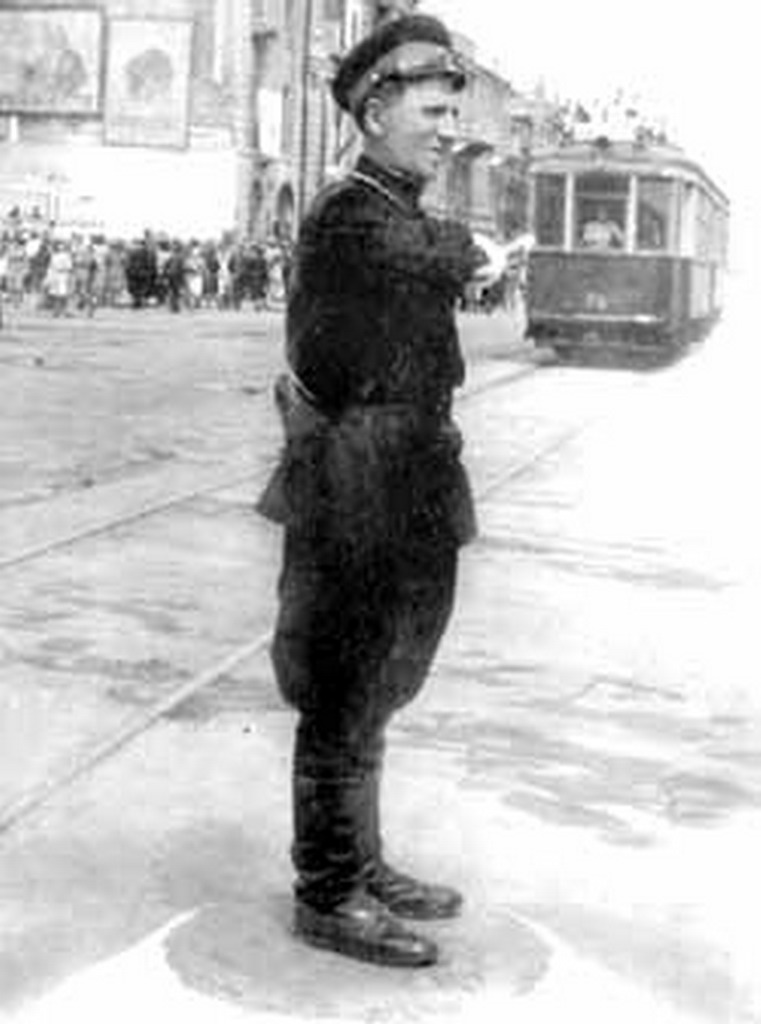
Постовой на фоне трамвайного вагона. 1930-е годы

После запуска пассажирского движения началось динамичное развитие трамвайной системы: в 1926 году была проложена ещё одна линия к ЦПКиО им. Кагановича (у спорткомплекса"Динамо") . Линия продлена до СХИ в 1929 году и функционировала (с перерывом на время оккупации города в годы ВОВ) до конца 2004 года.
Первая поставка вагонов серии Х осуществлена в 1928 году.
16 декабря 1934 года трамвайное движение стало связывать оба берега города — открылась линия по новому мосту, получившему название Вогрэсовский. Это событие послужило дополнительным стимулом к развитию промышленного потенциала левобережного района города, сыграв значимую роль в успехах индустриализации страны (в городском масштабе).
Итогами первых десяти лет работы трамвайной системы можно считать тот факт, что к 1936 году пассажирским движением были охвачены все основные районы города (включая и отдельные окраины), а также крупнейшие предприятия, составляющие основу промышленности города.
Трамвайное движение было прибыльным для города. Проезд стоил от 10 до 20 копеек, что зависело от длины маршрута. Скидки на проезд предоставляли школьникам и красноармейцам. Жителям города такая система оплаты проезда не нравилась, в связи с чем в 1938 году ввели единую оплату в 10 копеек вне зависимости от направления.
К началу Великой Отечественной войны в городе существовало 11 трамвайных маршрутов, связывающих оба берега города; протяжённость линий превысила 60 километров, трамвайное хозяйство насчитывало 132 вагона. Предполагалось, что по итогам 1941 года число пассажиров, перевезённых воронежским трамваем по итогам года, превысит отметку 100 млн человек.
С начала войны Воронеж периодически подвергается бомбардировкам, которые кратковременно нарушают работу трамвая. В 1942 году трамвай остаётся единственным средством транспорта в Воронеже (так как автотранспорт был мобилизован на фронт), на нём перевозятся грузы, он доставляет раненых от вокзала к госпиталям. Трамвайная система продолжала работать вплоть до захвата правобережной части города и депо немецкими войсками.
Официальная справка об ущербе, причинённом немецкими захватчиками Воронежу в период оккупации с 7 июля 1942 года по 25 января 1943 года, приводит следующие данные: из 20 тысяч жилых домов уничтожено и взорвано 18 277 зданий с жилой площадью 1237 тысяч квадратных метров; разрушено 64 километра трамвайного пути; городской коммунальный фонд уничтожен на 92 %. Трамвайное депо на ул. 9 Января не было разрушено, так как использовалось немцами как гараж для танков, однако было полностью разграблено при отступлении немецких войск. В то же время трамвайные вагоны были практически полностью уничтожены, медные контактные провода были сорваны вместе с чашечками, трамвайные рельсы немцы пустили на создание фортификационных сооружений.

### Восстановление. Первые послевоенные годы
25 января 1943 года Воронеж был освобождён от немецких захватчиков. Одной из первых проблем, вставших перед городскими властями, была очистка улиц от завалов для восстановления нормальной работы городского транспорта.
Восстановление трамвайной системы велось методом народной стройки. 15 мая 1943 года газета «Коммуна» писала:

На прокладке трамвая каждый трудоспособный воронежец должен был отработать 100 часов. Мужчин среди восстановителей почти не было — на фронте. Так вся тяжесть на женские плечи легла. И путь вручную расчищали от завалов, и воронки засыпали лопатами.

25 мая 1943 года удалось возобновить движение трамвая по маршруту: Железнодорожный вокзал — проспект Революции — Кольцовский сквер — Плехановская улица — площадь Заставы. Постепенно трамвайные линии стали приходить и в другие, более отдалённые районы города. Трамвай был одним из первых предприятий коммунального хозяйства, восстановленным после освобождения Воронежа от немецко-фашистских захватчиков.
К 1947 году трамвайная система была восстановлена практически на довоенном уровне (за исключением линии на завод СК-2): протяжённость линий составила 55,5 километров, вагонный парк насчитывал 39 моторных и 35 прицепных вагонов. Окончательное же восстановление трамвайного хозяйства, когда эксплуатационные характеристики системы превысили довоенные показатели, отмечалось в 1953 году.
По окончании военных действий и началу восстановления городского хозяйства в левобережном районе города существовала ремонтная площадка, выполняющая роль трамвайного депо. Однако прямого пассажирского сообщения трамвайным транспортом между правым и левым берегами воронежского водохранилища до 1954 года не осуществлялось. Жители не могли добраться с одного берега на другой с помощью трамвая, так как Чернавский мост не имел трамвайной линии, а Вогрэсовский мост был разрушен в ходе боевых действий. Таким образом, после восстановления трамвайного движения в 1943 году и до открытия движения по восстановленному Вогрэсовскому мосту в Воронеже существовали две раздельные трамвайные системы.
Развитие трамвайной системы
Вогрэсовский мост был открыт заново 29 августа 1954 года, и трамвайное движение снова стало связывать оба берега города. Для этого был открыт маршрут № 9 Вокзал — ул. Циолковского, который функционировал до конца 2002 года.
В 1955 году построена трамвайная линия от ул. 9-го Января по проспекту Труда, протяжённостью 4,5 километра.
Наибольшие изменения в трамвайной инфраструктуре происходят в течение нескольких месяцев 1959 года.
- В апреле открывается движение по трамвайной линии до посёлка Отрожка. Ведётся строительство трамвайной линии по Беговой улице до Новгородской улицы в северной части города[26]. В строительстве принимают участие рабочие завода «Электросигнал»[27].
- В августе ликвидирована трамвайная линия по ул. Степана Разина в связи с её реконструкцией и подготовкой к открытию Чернавского моста, а также грузовая ветка к ТЭЦ-1, располагавшаяся вдоль берега реки Воронеж (нынешняя Петровская набережная)[28].
- В октябре демонтируется трамвайная линия по проспекту Революции на участке от Кольцовской ул. до пл. Ленина (были изменены маршруты № 1,3,4,5,12)[29].

В сентябре 1960 года прекращено движение трамваев на участке от Кольцовской ул. по Плехановской ул. и ул. Кирова до ул. 20-летия Октября. Демонтаж линий на центральных улицах (пр. Революции, ул. Кирова) связан с подготовкой к запуску троллейбусной системы, открытие которой состоялось 6 ноября 1960 года. Планы ликвидации трамвайных путей с вышеуказанных улиц и заменой на троллейбус существовали ещё с 1953 года.

Работа городского транспорта становилась объектом пристального внимания журналистов. Интересно, например, представить себе трамвайную систему образца 1965 года, ознакомившись с материалом молодёжного рейда, опубликованным газетой «Молодой коммунар»:
С трудом втискиваемся в вагон. Мой попутчик зло ругается: опять придётся писать объяснительную, опоздал. В вагоне тесно, душно. Тебя вращают в разные стороны, трещит пальто, отскакивают пуговицы. Кажется не выдержит грудная клетка. Такое положение на каждом внутрирайонном маршруте. <...>
В час пик трамваев не хватает. Люди буквально облепливают вагоны со всех сторон. Здесь нередки трагические случаи. Внутри района необходимы трёхвагонные поезда. Не так давно это практиковалось. Почему этот хороший опыт забыт? Нас упрекнут в том, что гонять весь день пустые вагоны нерентабельно. Но этого и не требуется! А вот с 7 до 9 утра пускать многовагонные поезда следует.
В 1965 году трамвайно-троллейбусное управление выпускает первый номер газеты «На городских магистралях», которая освещает основные события в сфере городского электрического транспорта, информирует сотрудников предприятия о ключевых событиях в отрасли. Издание выходило тиражом около 1000 экземпляров (менялось в зависимости от года выпуска) до конца 2001 года.
В ноябре 1965 года, к очередной годовщине Октябрьской революции, открывается новая трамвайная линия по ул. Солнечной, построенная на основе грузовой трамвайной линии на завод «Тяжмехпресс».
Принятый в 1946 году генеральный план развития города Воронежа к концу 1960-х гг. выполнил свои основные положения по восстановлению города после военных действий. На новом этапе развития города он становился устаревшим документом, сдерживающим территориальное развитие. В связи с этим, проектной организацией «Воронежгражданпроект» в 1968 году был разработан новый генеральный план, основные положения которого обсуждались в средствах массовой информации. Предполагалось, что в Воронеже основными видами транспорта будут трамвай, троллейбус и автобус. Предусматривалось также строительство системы скоростного трамвая с использованием подземных станций, который по замыслу проектировщиков должен был обеспечивать устойчивые транспортные связи между районами города.

Для ремонта трамвайных вагонов в 1969 году начинается строительство завода ВРТТЗ, который откроется в 1974 году и будет проводить капитальные ремонты трамваям из многих городов СССР. На заводе с помощью конструкторского бюро «Росремэлектротранс» под маркой ВТК будут разрабатываться специальные трамвайные вагоны и оборудование для ремонта и обслуживания трамвайной и троллейбусной инфраструктуры, изготавливаемые в том числе на других заводах, связанных с городским электротранспортом. 

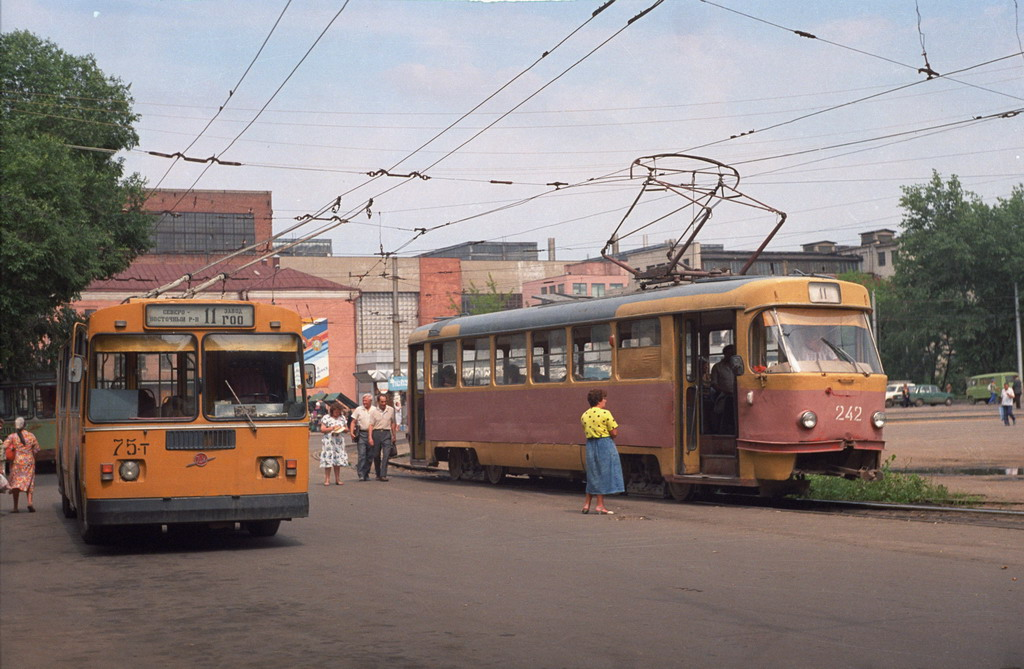
Трамвай и троллейбус на к/ст «Ул. Циолковского»

В 1977 году в Воронеж поступает первая партия вагонов типа Tatra T3 в количестве 20 штук. Поставка чехословацких вагонов в СССР была знаком расположения к городу: в отличие от отечественных вагонов чехословацкая техника считалась комфортнее, но требовала более бережного обращения и более высокого качества путевого хозяйства.
В ноябре 1977 года открылась новая трамвайная линия в северном направлении — к студенческому городку ВПИ, охватывая строящиеся жилые массивы по ул. 60-й Армии и пос. Подгорное. Строительство данной линии осуществлялось на длительную перспективу — изначально она проходила по пустынным территориям ныне развитого Коминтерновского района, позволив активно осваивать данное направление для жилищного строительства.
В 1986 году Воронеж пышно отпраздновал 400-летие города. К юбилею были отреставрированы исторические и архитектурные памятники, проведена интенсивная научно-исследовательская работа, издан ряд работ по истории города. Была завершена реставрация и состоялось освящение Успенской Адмиралтейской церкви. Сдан в эксплуатацию Северный мост, включивший в себя верхний ярус для движения трамваев. Официально открыто новое трамвайное депо — № 3 (техническое открытие состоялось в 1981 году).
В ноябре 1986 года была проложена вторая колея трамвайного пути от Новгородской улицы до завода ВРТТЗ. Эта линия стала последней новой трамвайной линией, открытой в городе Воронеже. Существовали планы по её дальнейшему расширению (от ВРТТЗ до ул. Газовой), были разработаны проекты строительства и в середине 1990-х гг. начаты строительные работы, однако позднее они были свёрнуты.
В 1989 году в Воронеж начали поставляться современные чешские вагоны типа Tatra T6B5, имеющие экономичную систему управления. Всего в город успело поступить 12 таких вагонов, где они получили бортовые № 105—116.
Помимо поступления новых вагонов в городе открывались новые трамвайные линии и новые трамвайные маршруты.

### 1990-е годы

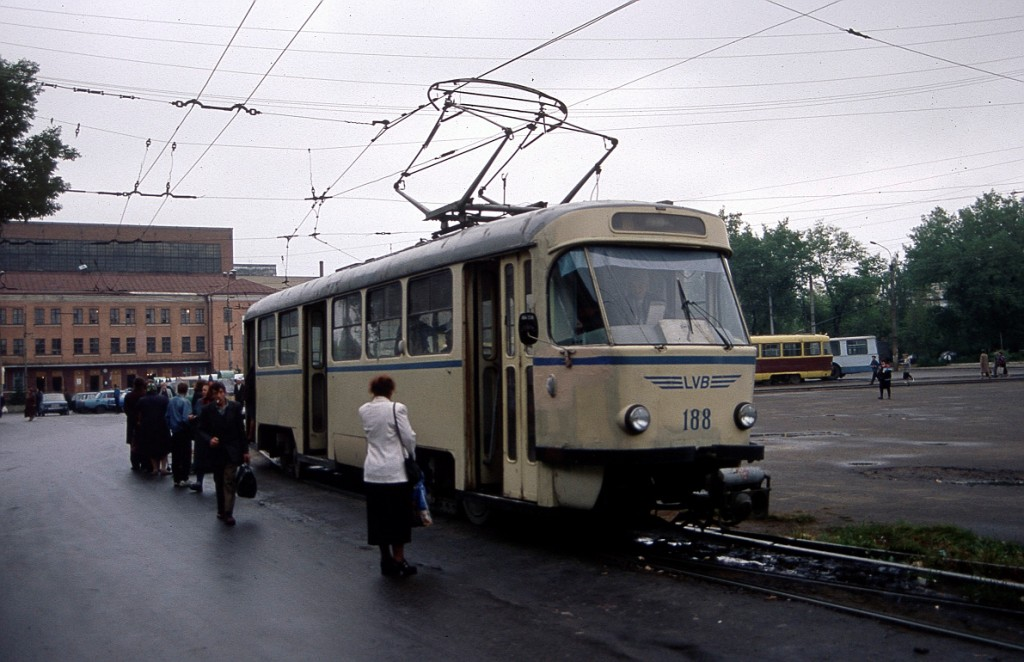
Вагон Tatra T4 у авиационного завода в 1997 году

1990-е годы стали тяжёлым испытанием для городского транспорта.
Централизованные поставки транспортного оборудования прекратились, возникли проблемы с обеспечением подвижного состава трамвая и троллейбуса дорогостоящими и дефицитными запасными частями. Вагоны трамвая и троллейбуса начинают ветшать — должного уровня их сервисного обслуживания в сложившихся условиях перехода к рыночной модели экономики воронежским электротранспортникам наладить не удалось.
Вместо единой типовой окраски трамвайные вагоны становятся пёстрыми и аляповатыми, в салонах троллейбусов и трамваев появляются фанерные сиденья, на окнах — фанерные листы.
Одной из ключевых проблем в те годы стало отсутствие финансового обеспечения — с одной стороны большое количество льготных пассажиров на законных основаниях не оплачивало проезд, а Правительство РФ не компенсировало предприятию их перевозку за счёт средств федерального бюджета. С другой стороны, обычные граждане в условиях экономического спада, роста безработицы, многомесячных задержек заработной платы и других факторов, не оплачивали проезд. Это привело к образованию многомиллионных долгов предприятия «Воронежгорэлектротранс» (ПО «ВГЭТ»), которые в начале 2000-х годов прямо отразились на принятии решения о его банкротстве.
Руководство предприятия искало выходы из сложившейся ситуации, и активно использовало т. н. «бартерный обмен». Его суть заключалась в том, что предприятие оказывало услуги другим городским предприятиям, а они, в свою очередь, изготавливали для ВГЭТ необходимые запчасти (оказывали иные услуги). Однако наибольшие поступления приносила реклама — она впервые появилась в Воронеже в начале 1990-х гг. именно на подвижном составе городского трамвая. По условиям соглашения, было образовано совместное предприятие «Тобро» с партнёрами из Чехии (большинство воронежских вагонов были выпущены фирмой Tatra именно в Чехии), что дало возможность получать запчасти для подвижного состава со значительным дисконтом.
Несмотря на сложности этого периода, воронежские транспортники удерживали лидирующие позиции среди других региональных предприятий электротранспорта (за исключением Москвы и Санкт-Петербурга). Производились попытки обновления фондов предприятия; так, в начале 1990-х годов произошла закупка новых отечественных вагонов типа 71-605. Также, примерно в период с 1993—1995 годов из Москвы в Воронеж поступает несколько бывших в употреблении вагонов Tatra T3SU из Москвы, однако точных данных о количестве попавших в Воронеж вагонов нет. Некоторые чешские вагоны прошли капитальный ремонт в Екатеринбурге на СРТТЗ.
Чуть позже — в 1995 году — Воронеж закупает 12 списанных немецких вагонов типа Tatra T3D. В 1996 году происходит последняя поставка из 15 старых немецких вагонов Tatra T4. Руководство ПО ВГЭТ старалось оптимизировать маршрутную сеть, в том числе предпринимались попытки по строительству новой трамвайной линии от ВРТТЗ до ул. Газовая по ул. 9 Января. Для этих целей началось строительство подстанции на территории завода ВРТТЗ, а также были проложены несколько сот метров рельс, однако из-за нехватки финансовых ресурсов строительство было свёрнуто, а проложенный участок линии демонтирован.
В 1997 году многомесячные задержки заработной платы и тяжёлые условия труда вынуждают водителей и кондукторов выйти на забастовку с требованием повышения заработной платы и выплаты долгов.

### 2000-е годы
По состоянию на 1 января 2001 года в Воронеже действовало 20 трамвайных и 18 троллейбусных маршрутов. В городе имелось 284 трамвая и 216 троллейбусов, а общая протяжённость путей составляла 173,8 км для трамвая и 141 км для троллейбуса. Существовали планы преобразования части системы в скоростной трамвай и покупки 40 вагонов типа Tatra T6А2 в Германии.
«Тревожные звонки» начались ещё ранее, в 2000 году, когда появились у тогдашнего мэра Цапина появились планы ликвидировать трамвайную линию по ул. Плехановской от перекрёстка с Кольцовской улицей до перекрёстка Московского проспекта с проспектом Труда в связи с реконструкцией виадука через железнодорожные пути.
Однако городская администрация во главе с новым мэром, А. Я. Ковалёвым приняла решение о демонтаже линии на Московском проспекте целиком — на 2001 год это одна из самых загруженных трамвайных линий города. Для объяснения подобных действий А. Я. Ковалёв приводил следующие доводы: «…необходимо расширить проезжую часть для автомобилей», «трамвай нигде в мире уже не используется, у него нет перспектив развития», «…этот вид электротранспорта оказался слишком затратным и малоэффективным» и такой: «Трамваи — экологически очень грязный вид транспорта». В средствах массовой информации проводятся кампании по дискредитации электротранспорта Воронежа.

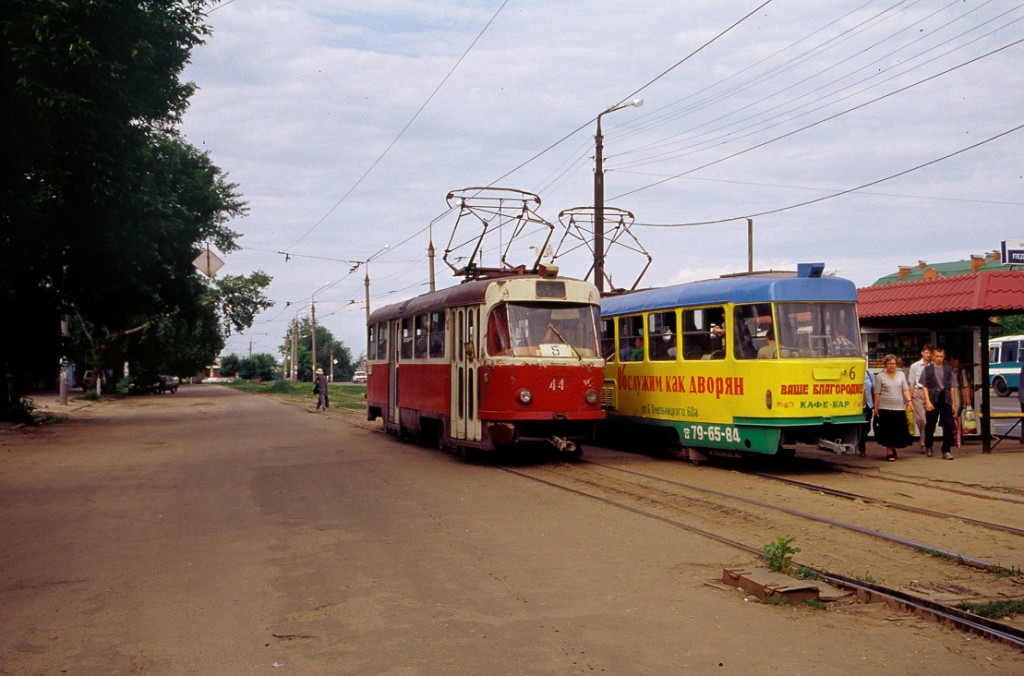
Вагоны Tatra T3 на улице Ленина, 2002 год

Ряд СМИ, депутатов и общественных деятелей, а также работники ГЭТ усмотрели в действиях сотрудников мэрии признаки коррупции и желание убрать конкурента маршрутных такси. Уже 2 июня 2001 года закрывается самая загруженная трамвайная ветка Воронежа по Московскому проспекту и начинается её демонтаж.
Однако несмотря на ухудшение положения трамвая в Воронеже, 6 декабря 2001 года в опытную эксплуатацию пущен первый в стране трамвай серии КТМ-5РМ. Работы по модернизации были проведены на ВРТТЗ. В феврале 2002 года Городской думой принимается программа развития городского транспорта. Она предусматривала закупку 15 новых трамваев, капремонт 69 трамваев (Tatra T3 и КТМ-5), закупку 35 троллейбусов и капремонт 45 троллейбусов. Кроме того, предусматривалась покупка 148 колёсных пар и компрессоров. Общий расходы по ЭТ на 3 года предполагались на уровне 168 млн руб.
В июне 2002 года закрывается трамвайное депо № 2 на ул. Кулибина, 15. Прекращается движение трамваев в Отрожку, а линия снимается. В декабре 2002 года электротранспортники выходят на митинг, с требованием погашения задолженности по выплате заработной платы.
В новом, 2003 году, 1 января закрывается трамвайное депо № 1 на ул. 9 Января, постройки 1914 года. Постепенно списывались и резались на металлолом трамвайные вагоны, была демонтирована линия по Ленинскому проспекту (от ул. Димитрова до ДК Кирова) — в марте 2003 года.
4 ноября 2003 года мэр А. Я. Ковалёв решением депутатов Городской думы был отправлен в отставку. Ноябрь 2004 года ознаменован закрытием трамвайного движения до конечных станций СХИ, Студгородок ВПИ и переулок Усманский. Закрываются маршруты № 16, 17, 20. Маршрут № 7 сокращён до Остужева. В последующем, по сведениям газеты «Коммерсантъ», имущество ГЭТа (земля под электротранспортными депо) было выкуплено по предельно низким ценам сыном экс-мэра А. Я. Ковалёва Артуром Ковалёвым и его бизнес-партнёром Николаем Улановым, с целью застройки.

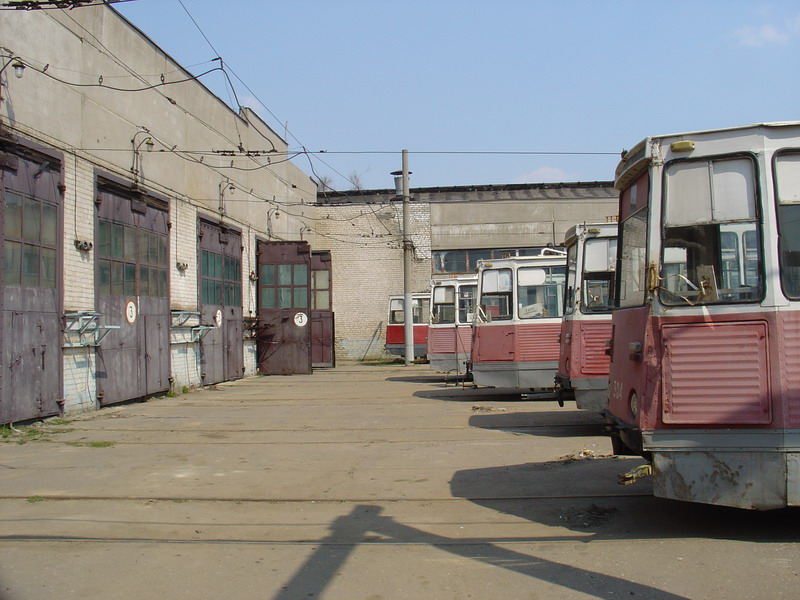
Вагоны КТМ-5 в трамвайном депо, 2006 год

### Последние годы трамвая
В Воронеже был создан всероссийский прецедент — почти полностью был уничтожен городской электротранспорт. К 2005 году функционировало два троллейбусных депо, обслуживающих 7 троллейбусных маршрутов и лишь один трамвайный парк, обслуживающий 5 трамвайных маршрутов (к концу года их стало 4). Поэтому жителями города в 2005 году было организовано общественное движение «Комитет — Воронежцы за трамвай», главной целью которого стало возрождение трамвайного движения в городе.
1 февраля 2006 года в Воронеже прошли торги, на которые за долги было выставлено имущество МП «Воронежгорэлектротранс», в том числе два депо, разворотные кольца троллейбусов и сами троллейбусы. Воронежский арбитражный суд признал торги незаконными и запретил их проведение, однако впоследствии данные решения были отменены арбитражным судом Центрального округа в Брянске. Через день после продажи оставшегося имущества предприятия «Воронежгорэлектротранс» — 2 февраля 2006 года работники электротранспорта вышли на митинг на площади Ленина, требуя от властей возрождения электротранспорта. Бывший глава городской администрации Б. М. Скрынников обещал, что к 2010 году в городе будет курсировать по улицам 200 трамваев и 300 троллейбусов. Он также заявлял, что Воронеж в состоянии позволить себе в 2006 году покупку 7 трамваев и 40 троллейбусов, с привлечением для этого в том числе частных средств.
В декабре 2006 года ВРТТЗ прекратил своё существование, а через некоторое время, 15 мая 2007 года в ходе аукциона фирме ООО «Синтек» была продана территория последнего трамвайного депо, по адресу ул. Кривошеина, 13. В муниципальной собственности не осталось ни одного электротранспортного парка. 23 мая 2007 года продажа завода ВРТТЗ была признана законной.

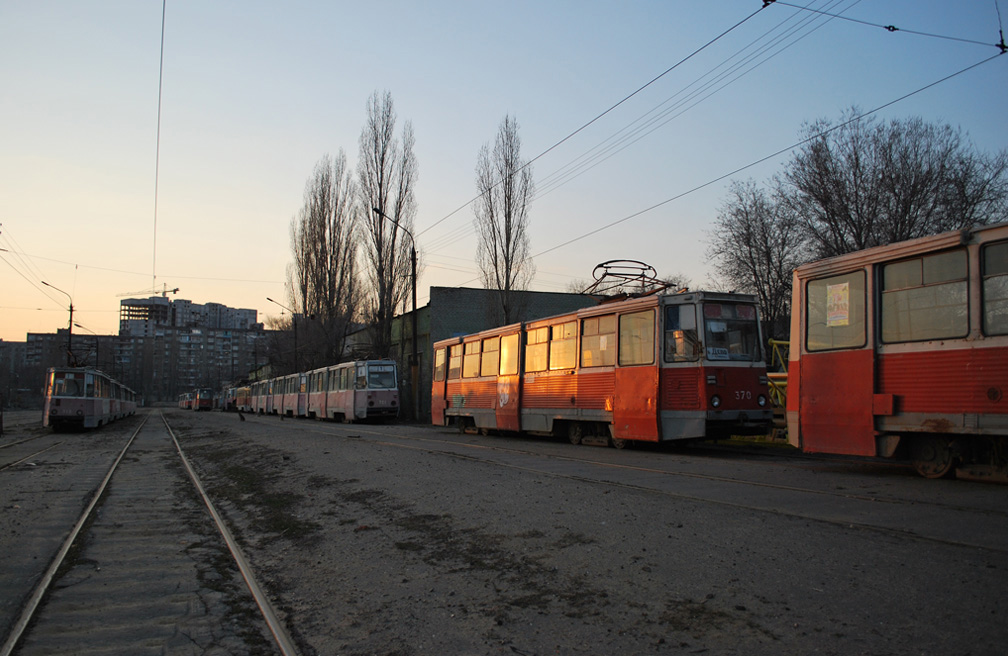
Трамвайные вагоны в трамвайном депо № 3 за несколько дней до закрытия движения

8 января 2008 года в связи с отсутствием исправных вагонов, способных работать на «тяжёлом профиле» (крутых подъёмах) закрывается трамвайное движение по Северному мосту. В Левобережном районе прекращается работа электротранспорта.
16 мая 2008 года воронежский трамвай отметил последнюю, 82-ю годовщину со дня своего открытия, которая была освещена в прессе. По стечению обстоятельств оказалось, что это был последний репортаж со дня запуска трамвайного движения.
Во время проведения Первого воронежского инвестиционного форума (июнь 2008 года) мэрией представлен проект восстановления трамвайного движения, и воссоздания сети (реконструкция существующих линий и строительство двух новых участков) в объёме 150 вагонов. Однако во время проведения форума по этому лоту предложений от инвесторов не поступило.
В июле 2008 года демонтирована контактная сеть с Северного моста, перегона Динамо — Северный мост, отдельных участков на Левом берегу. Городские власти признали невозможность восстановления трамвайного движения в Воронеже в сложившейся экономической ситуации, поэтому 25 октября 2008 года был начат демонтаж оставшихся трамвайных путей на Ленинском проспекте (от ДК Кирова до района Машмет). Однако уже в ноябре городские власти заявляют о необходимости сохранения трамвайного движения в городе Воронеже, при этом продолжается демонтаж трамвайных путей по Вогрэсовскому мосту, улицам 20-летия Октября, Лебедева, Ленинскому проспекту.
22 декабря 2008 года закрылся трамвайный маршрут № 7 и прекратилось движение вагонов по ул. 9-го Января.
С 20 января 2009 года трамвайный маршрут № 1 сокращён до Вокзала.
13 февраля 2009 года в прессе опубликовано решение о постройке на территории трамвайного депо № 3 нового жилого комплекса. 24 февраля 2009 года городскими властями было принято решение о закрытии трамвая. 10 марта 2009 года в Доме архитектора прошли публичные слушания по вопросу застройки последнего трамвайного депо города, в ходе которых был представлен проект строительства.
7 апреля 2009 года в ходе визита руководства компании «Мостгеоцентр» в Воронеж начата разработка проекта строительства легкорельсового транспорта в Воронеже.
15 апреля 2009 года трамвайное движение в Воронеже прекращено.

### После закрытия движения
На протяжении мая — июня 2009 года шли работы по демонтажу оставшихся трамвайных путей по Московскому проспекту, ул. 20-летия Октября и ул. Челюскинцев. В июле — августе 2009 года были демонтированы линии трамвая по ул. 45-й Стрелковой Дивизии и частично по ул. Ленина. В начале 2010 года был объявлен аукцион на демонтаж трамвайных путей по Кольцовской ул. и ул. Ворошилова, и в течение того же года трамвайные линии исчезли с этих улиц.

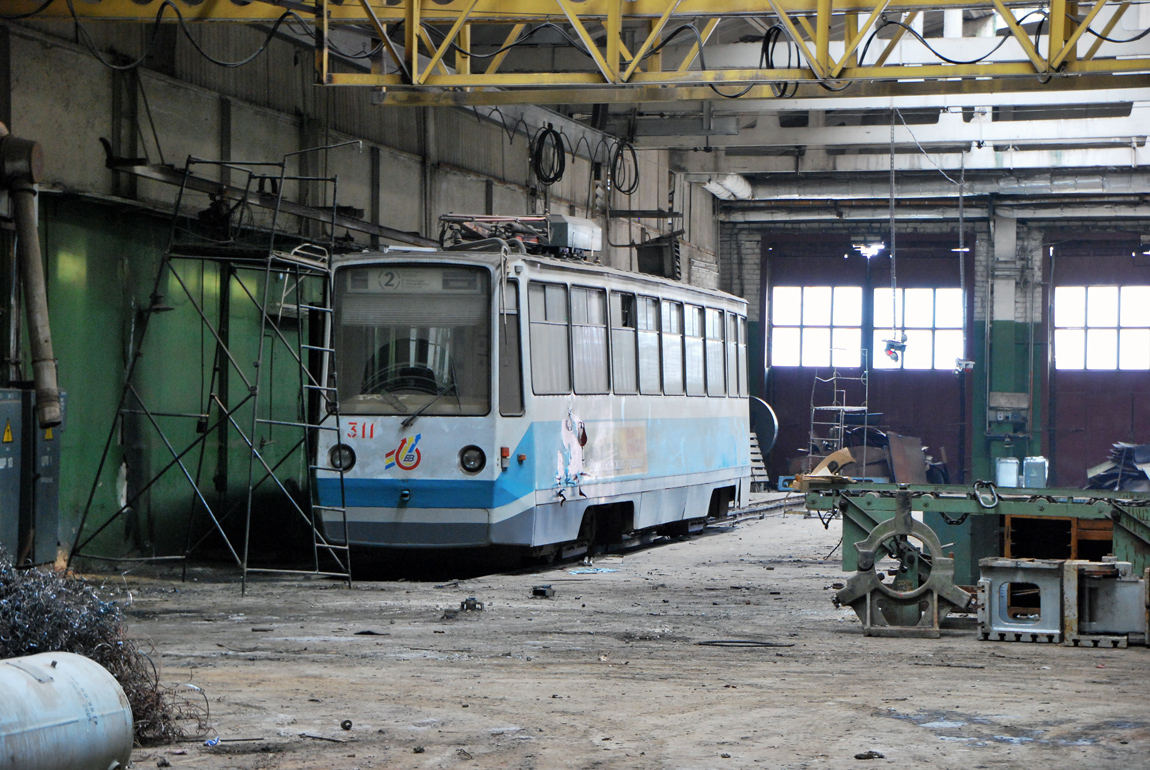
Трамвай 71-605РМ в трамвайном депо № 3 в 2010 году

К началу 2010 года оставшиеся на территории трамвайного депо № 3 вагоны были утилизированы. Последний трамвайный вагон КТМ-5РМ (№ 311), созданный на ВРТТЗ, оставался на территории депо до конца 2012 года. Дальнейшая его судьба остаётся неизвестной.
После закрытия трамвайного движения в Воронеже широкую известность получило «дело трамвайного мстителя». Неизвестный молодой человек в течение нескольких месяцев 2009 года, представляясь «мстителем за трамвай» звонил в службы МЧС с телефонных аппаратов (таксофонов), расположенных в разных районах города. Он сообщал о том, что в некоторых зданиях находится бомба, и спасателям приходилось проводить эвакуацию работников. В общей сложности, им было совершено 9 таких эпизодов. Позднее он был задержан и осуждён условно.
28 июля 2010 года была издана первая книга про историю воронежского трамвая, описывающая исторические вехи его развития, становления и упадка.
14 октября 2010 года был начат демонтаж короткого отрезка трамвайной линии по Ленинскому проспекту, в районе ДК Кирова, заасфальтированного в 2007 году. Вместе с этим, продолжались работы по демонтажу трамвайного пути в районе Машмет по улице Менделеева.
Несколько раньше, 11 октября, Губернатор Воронежской области Алексей Гордеев заявил, что трамвайных путей на городских улицах быть не должно:
Сам факт их существования — это свидетельство бесхозяйственности, — заметил Алексей Гордеев. — Можете в крайнем случае оставить одну улицу с трамвайными путями, чтобы снимать на ней исторические фильмы о разрухе конца минувшего века.
В последующие годы продолжался демонтаж старых трамвайных линий — рельсы исчезли с улицы Героев Стратосферы, Острогожской, Солнечной, Донской, 9 Января, Леваневского. Практически все улицы после демонтажа трамвайных путей были реконструированы таким образом, что автомобилисты получили дополнительные полосы для движения. В районе СХИ в конце 2014 года была открыта новая автомобильная дорога, построенная на пути следования бывшей трамвайной линии (трамвайный маршрут № 3).
В 2013 году были окончательно разрушены все строения, относящиеся к объектам трамвайного депо № 1. Это старейший комплекс сооружений в системе воронежского трамвая был построен в 1913—1914 гг. Освободившийся участок земли используется для жилищного строительства.
В начале 2015 года предприятие «Воронежгорэлектротранс», являющееся преемником ВТТУ и оператором воронежского трамвая с 1992 по 2004 годы официально прекратило своё существование после продолжительной процедуры банкротства, длящейся более 10 лет. В процессе банкротства с различных аукционов были проданы в общей сложности три троллейбусные площадки и одно трамвайное депо (№ 3), составляющие основную инфраструктурную базу воронежского электротранспорта.
К февралю 2015 года были демонтированы все строения бывшего завода ВРТТЗ. На территории развёрнуто строительство жилого комплекса «Цветной бульвар».
В 2016 году анонсирован новый проект застройки территории бывшего трамвайного депо № 3, отличающийся от заявленного в 2009 году. Так, например, предполагается строительство двух жилых комплексов разными строительными компаниями. Параметрами проекта заявлено возведение 10 многосекционных жилых домов и отдельного здания надземной парковки.
В настоящее время трамвайные пути в Воронеже почти полностью демонтированы, за исключением путей на эстакаде Северного моста и некоторых фрагментов путей на улицах Беговой и Южно-Моравской.

## Маршруты

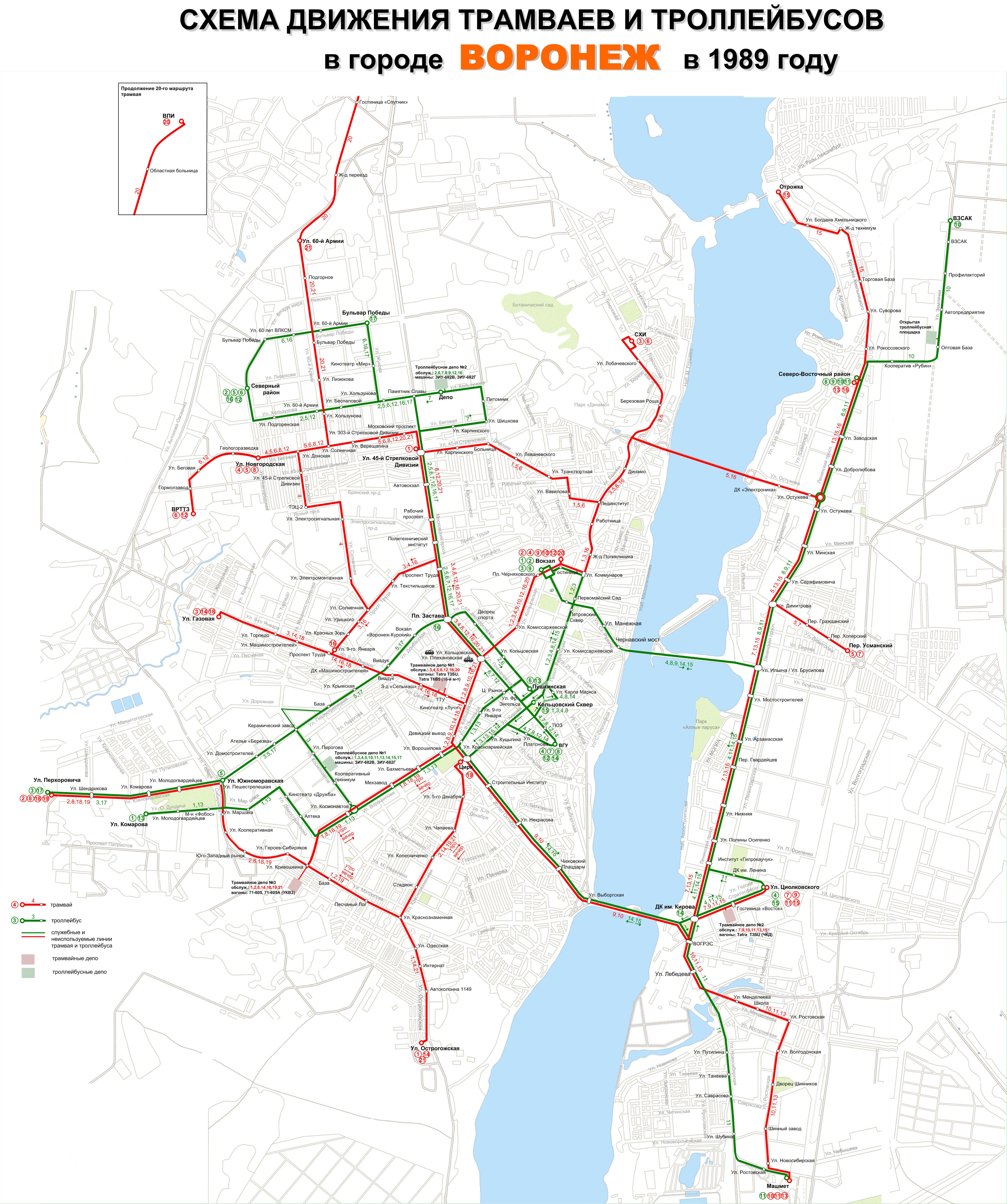
Схема движения воронежского ЭТ по состоянию на 1989 год

### Изменения маршрутов в период 2000—2003 гг.
По состоянию на 2000 год трамвай являлся основным перевозчиком пассажиров в Воронеже, на долю которого приходилось до 60 % перевозимых пассажиров. Воронежская трамвайная система входила в число крупнейших в стране, перевозки осуществлялись по 21 маршруту.
Однако действия по демонтажу трамвайных рельс на двух основных трамвайных магистралях — Московском и Ленинском проспектах значительно изменили конфигурацию основных трамвайных маршрутов города. От СХИ до Вокзала был укорочен 4-й маршрут; 6, 7, 12, 17 и 20-й маршруты перенаправлены; 9, 18 и 21-й отменены. При этом часть маршрутов менялась за этот промежуток времени многократно, например, 17-й маршрут был изменён более пяти раз за два года.
Неясность с маршрутами служила дополнительным фактором спада популярности трамвая. Другим фактором было появление коммерческих трамвайных вагонов, проезд в которых осуществлялся без предоставления льгот широкому кругу потребителей, хотя установленный тариф был на 50 копеек ниже обычных вагонов.

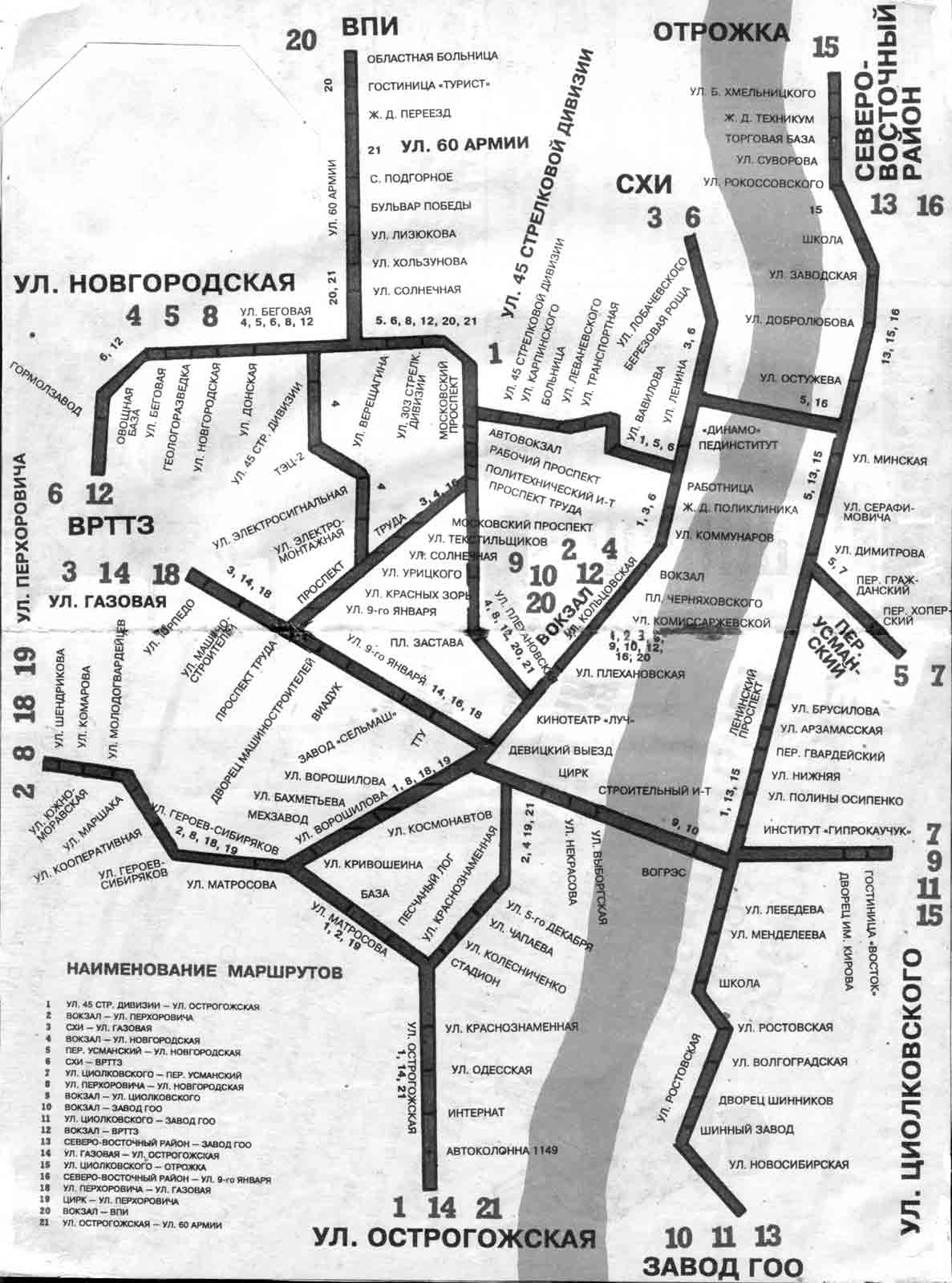
Трамвайные маршруты Воронежа в 1999—2001 гг.

Трамвайные маршруты 2000 года, с указанием изменений:
- Маршрут № 1 — ул. Острогожская — ВРТТЗ (до 18 июля 2001 «ул. Острогожская — ул. 45-й Стрелковой Дивизии»).
- Маршрут № 2 — Вокзал — ул. Перхоровича (с августа 2003 года «ул. Остужева — ул. Перхоровича»).
- Маршрут № 2А — ул. Перхоровича — ул. Острогожская.
- Маршрут № 3 — СХИ — ул. Газовая (закрыт 1 октября 2002 года).
- Маршрут № 4 — Вокзал — ВРТТЗ (мимо кинотеатра «Луч»; с 2002 года СХИ — ВРТТЗ, закрыт 1 января 2003 года).
- Маршрут № 5 — пер. Усманский — ул. Новгородская (закрыт 1 января 2003 года).
- Маршрут № 6 — СХИ — ВРТТЗ (закрыт 1 апреля 2002 года).
- Маршрут № 7 — ул. Циолковского — пер. Усманский (с 17 сентября 2001 года Усманская — Газовая).
- Маршрут № 7А — Отрожка — пер. Усманский.
- Маршрут № 8 — ул. Перхоровича — ул. Новгородская (по ул. Солнечной; до 2 июня 2001 года ходил по Московскому проспекту).
- Маршрут № 9 — ул. Циолковского — Вокзал I (1 октября 2002 года закрыт).
- Маршрут № 10 — Вокзал I — Машмет (закрыт 1 октября 2002 года).
- Маршрут № 11 — Машмет — ул. Циолковского (закрыт 1 октября 2002 года).
- Маршрут № 12 — Вокзал — ВРТТЗ (закрыт 2 июня 2001 года).
- Маршрут № 13 — Машмет — Северо-Восточный микрорайон (закрыт 1 октября 2002 года).
- Маршрут № 14 — ул. Газовая — ул. Острогожская (закрыт 1 октября 2002 года).
- Маршрут № 15 — ул. Циолковского — Отрожка (до 15 марта 2002 года), с 15 марта 2002 года — Циолковского — Северо-Восточный микрорайон (закрыт 1 октября 2002 года).
- Маршрут № 16 — Северо-Восточный микрорайон — ул. Газовая.
- Маршрут № 17 — ул. Перхоровича — Вокзал (с 17 сентября 2001 года Северо-Восточный микрорайон — Перхоровича, с 26 февраля 2002 года Вокзал I — Перхоровича, с 1 октября 2002 года СХИ — Перхоровича).
- Маршрут № 18 — ул. Перхоровича — ул. Газовая (работал в час пик, закрыт 17 сентября 2001 года).
- Маршрут № 19 — Цирк — ул. Перхоровича (закрыт 26 февраля 2002 года).
- Маршрут № 20 — Вокзал — Студгородок ВПИ (со 2 июня 2001 года Трампарк № 1 — Студгородок ВПИ, мимо Пединститута).
- Маршрут № 21 — ул. Острогожская — Студгородок ВПИ (закрыт 2 июня 2001 года).
- Маршрут № 22 — ВРТТЗ -Студгородок ВПИ. Существовал в 2001 году. Обслуживался одним вагоном.

### Изменения маршрутов с 2004 по 2008 год
К 2004 году, после закрытия первого и второго трамвайного парков, окончательно сложилась схема обслуживания трамвайных маршрутов вагонами третьего трамвайного депо. На маршруты, которые уже много лет обслуживались чешскими вагонами, вышли отечественные вагоны 71-605. Однако трамвайный парк, рассчитанный всего на 150 машино-мест, из которых было заполнено порядка 110 мест, уже не мог нормально обслуживать переданные ему маршруты трёх депо. Хроническое недофинансирование не оставляло средств на закупку запчастей к вагонам, поэтому значительная часть из них становилась «донорами» для выживших. В ноябре 2004 года произошло массовое закрытие и сокращение маршрутов, на которых были в плохом состоянии пути и на которые до этого выпуск вагонов сократился до чисто номинального.
Маршруты на 2004 год, с указанием изменений:
- Маршрут № 1 — ул. Острогожская — ВРТТЗ.
- Маршрут № 2 — ул. Остужева — ул. Перхоровича (с 1 октября 2005 года Вокзал — Перхоровича).
- Маршрут № 7 — пер. Усманский —ул. Газовая (с 1 ноября 2004 года Остужева — Газовая).
- Маршрут № 8 — ул. Перхоровича — ВРТТЗ.
- Маршрут № 16 — ул. Газовая — С/В район (закрыт 1 ноября 2004 года).
- Маршрут № 17 — СХИ — ул. Перхоровича (закрыт 1 ноября 2004 года).
- Маршрут № 20 — ул. Газовая — Студгородок ВПИ (через Луч, Вокзал I; закрыт 1 ноября 2004 года).

В итоге к 2005 году в работе остались только маршруты, традиционно обслуживавшиеся третьим трамвайным депо: № 1, 2, 7, 8. При этом к концу 2004 года 7-й маршрут был укорочен от Улицы Усманской до оборотного кольца «Остужева». В летний период из-за массовых поездок дачников на прилежащие к остановке «Острогожская» сады, дополнительно вводились маршруты:
- Маршрут № 2а — ул. Острогожская — ул. Матросова — Южно-Моравская ул. — ул. Перхоровича.
- Маршрут № 14 — Газовая ул. — ул. 9-го Января — Кольцовская ул. — ул. Ворошилова — ул. Матросова — Острогожская ул.

При этом периодически 1-й маршрут укорачивался до оборотного кольца «ул. Новгородская». К 2008 году было прекращено движение по 8-му маршруту, а в зимний период прекратилась работа трамвая на Северном мосту, в результате чего 7-й маршрут был укорочен до вокзала, с минимальным выпуском вагонов и работой только в часы пик в будние дни. Трамвайный маршрут № 7 был закрыт в конце 2008 года. Вклад трамвайного транспорта в пассажирские перевозки упал до 1 %.

### К моменту закрытия движения (2009 год)
С 31 декабря 2008 года по 4 января 2009 года трамвайное движение не осуществлялось. Это было связано с погодными условиями, которые затрудняли расчистку трамвайных линий, и отсутствием необходимой спецтехники (технические трамвайные вагоны для очистки снега находились в изношенном состоянии). После новогодних «каникул» 2008—2009 года трамвайное движение было восстановлено.
Движение первого трамвайного маршрута от Вокзала до ВРТТЗ на несколько дней было прекращено, позднее первый маршрут выходил на данном участке линии в часы пик, следуя в сокращённом варианте до конечной станции «ул. Новгородская». С 20 января 2009 года трамвайный маршрут № 1 официально сокращён до железнодорожного вокзала.
В результате к моменту закрытия движения по состоянию на апрель 2009 года действовали следующие маршруты:
- Маршрут № 1 — Острогожская ул. — ул. Ворошилова — Кольцовская ул. — Ж.-д. вокзал.
- Маршрут № 2 — ул. Перхоровича — Южно-Моравская ул. — ул. Героев-Сибиряков — Краснознамённая ул. — Кольцовская ул. — Ж.-д. вокзал.

## Подвижной состав

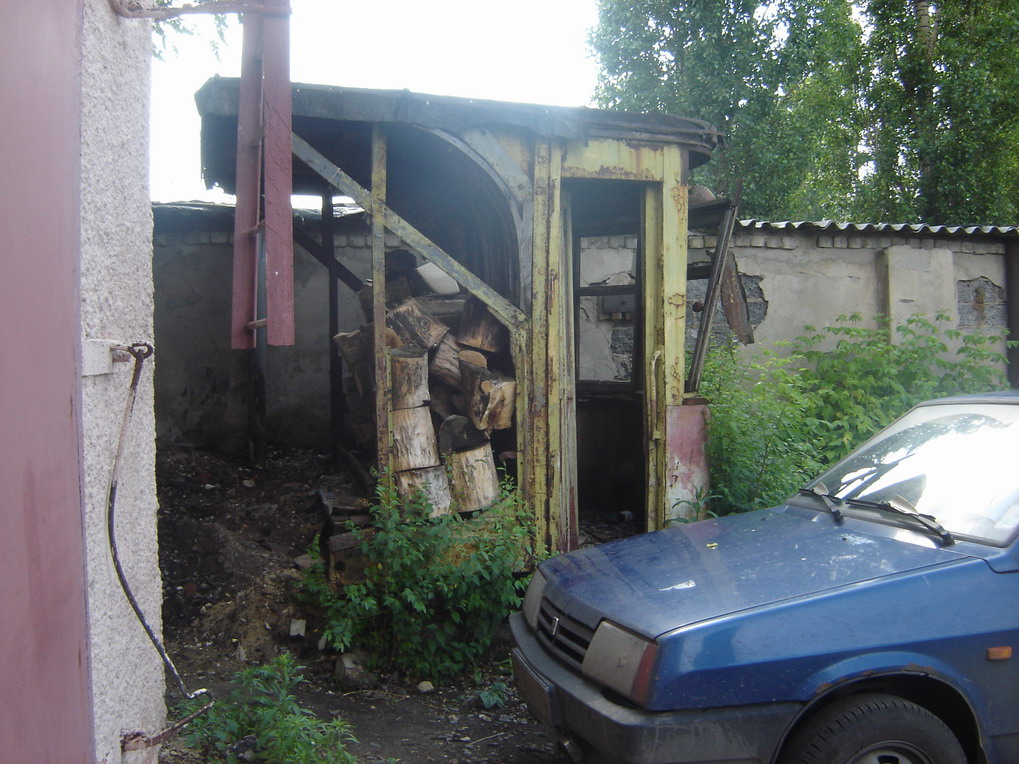
Остаток от вагона серии Х в Воронеже

Трамвайное движение в городе было открыто вагонами производства Коломенского завода. Впоследствии в Воронеж стали поставляться трамваи серии «Х» и «М» Усть-Катавского завода. Эти вагоны работали в городе до начала Великой Отечественной войны и некоторое время после неё (большая часть разбитых вагонов серии «Х» была восстановлена после освобождения города).
Также в трамвайном депо № 1 производилась штучная сборка двухсторонних трамвайных вагонов типа «Пульман» на базе старых железнодорожных вагонов. Всего было изготовлено около 10 единиц моторных и прицепных вагонов. Однако из-за конструктивных недостатков эти трамваи были быстро списаны.
Далее в разные годы основу воронежского трамвая составляли вагоны Ф , БФ, КМ/КП, ранее работавшие в Москве и Ленинграде и списанные после Великой Отечественной войны, а также:
КТМ-1 (1945—1961),
КТМ-2 (1961—1970),
МТВ-82 производства РВЗ (1955—1972 — пассажирская эксплуатация, часть вагонов передана в Свердловск, часть списана или переделана в служебные вагоны ГМ 1-3, рельсосварочный ПМ-3) Также с середины 1970-х до 2000-х годов для проведения ремонтных работ службой энергохозяйства использовалась также вышка контактной сети на дизельно-электрическом ходу на базе вагона МТВ-82, носившая бортовой номер А-1 которую после закрытия трамвайного движения в Воронеже предлагалось продать в Москву в музей городского транспорта для реставрации, однако вагон был утилизирован.
КТМ-5 (1972—2009) Отечественные вагоны 71-605 (КТМ-5) с середины 1980-х годов обслуживались трамвайным депо № 3, до этого они присутствовали и в других трамвайных парках.
Tatra T3 (1977—2003), Чешские вагоны типа Tatra T3 начали поступать в город с 1977 года (тогда в трамвайное депо № 2 пришла партия из 25 вагонов), а к 1995 году ими было оборудовано полностью два депо — № 1 и № 2.
Tatra T6B5 (1989—2003). Вагоны Tatra T6B5 поступили в трамвайное депо № 1 в количестве 12 штук в 1989 году и эксплуатировались им же до конца 2002 года.

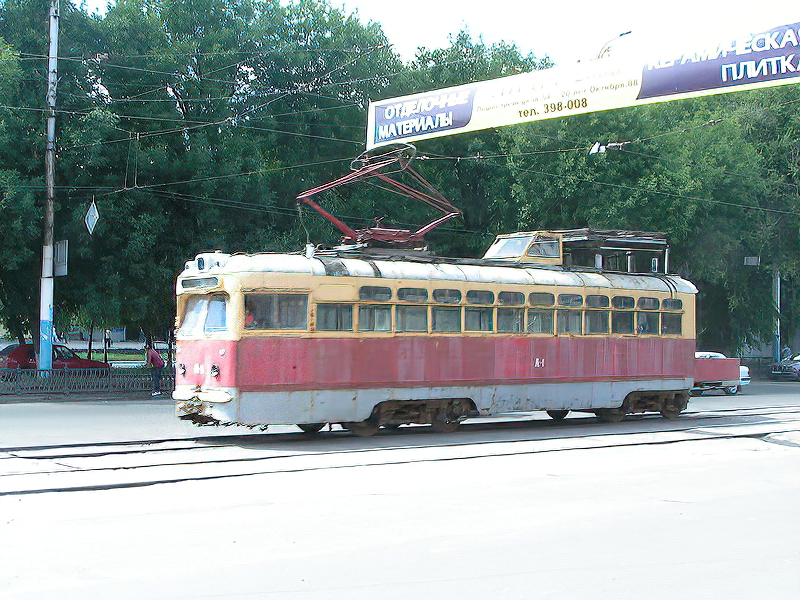
Вышка контактной сети на базе МТВ-82 в Воронеже

После закрытия в 2003 году первых двух трамвайных депо, все вагоны Tatra в количестве более 150 штук, были списаны, разобраны и проданы в виде запчастей в города, эксплуатирующие чешские трамваи. В депо № 3 из других трамвайных парков было передано два служебных вагона Tatra T3, которые также позднее были списаны.
С 2003 года и до закрытия движения в 2009 году в пассажирском движении используются оставшиеся трамваи 71-605, 71-605А.
Также в Воронеже эксплуатировались вагоны серии ВТК, спроектированные КБ Росремэлектротранс и произведённые на ВРТТЗ — грузовые вагоны, вагоны-рельсотранспортеры (ВТК-24), вагоны-дозаторы (ВТК-09), вагоны-снегоочистители (ВТК-24) и другие.

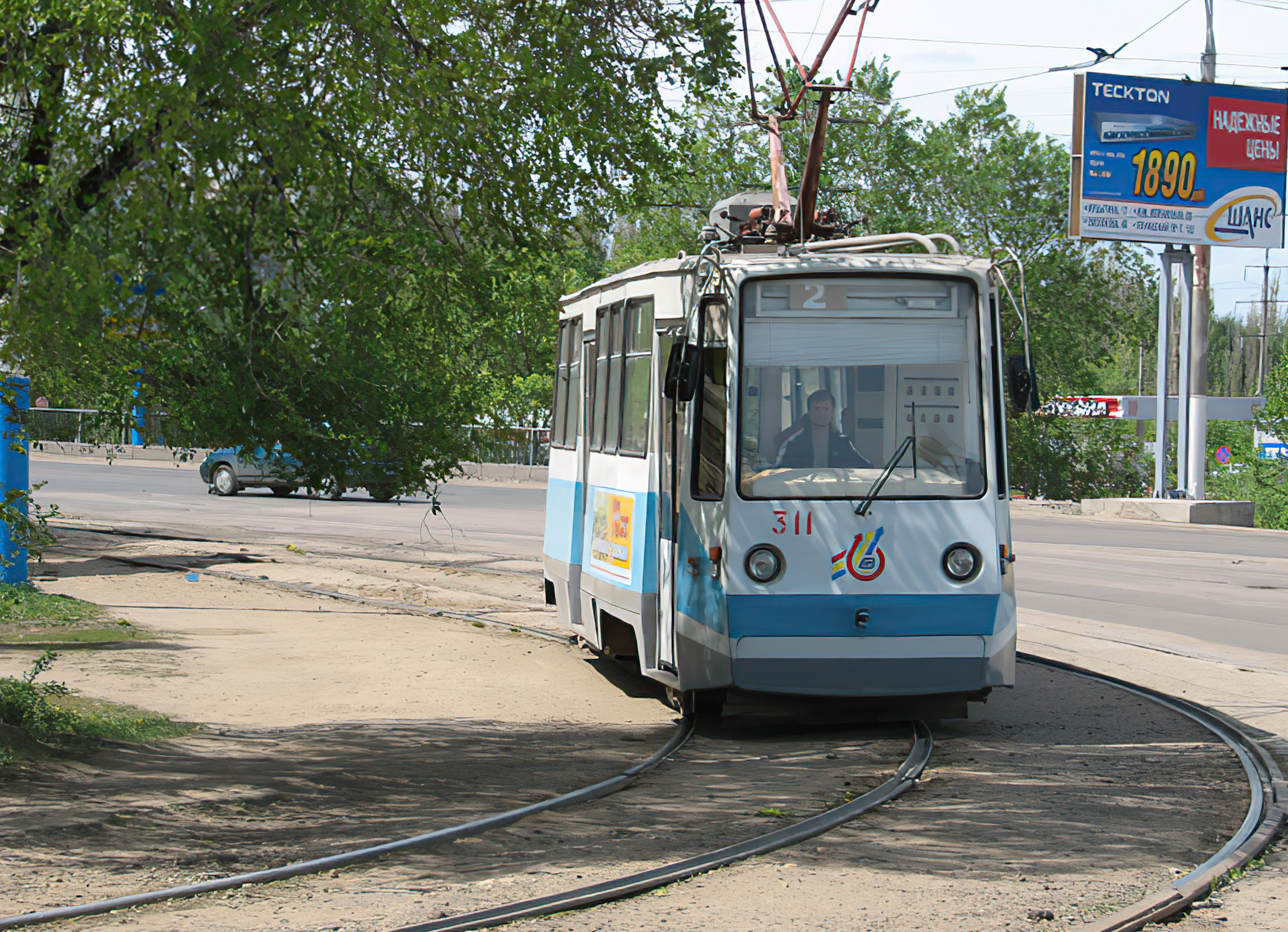
Трамвай 71-605РМ в Воронеже

### 71-605РМ
В 2001 году заводом ВРТТЗ совместно с УКВЗ на базе одного из воронежских вагонов 71-605 был построен опытный образец трамвайного вагона, получивший индекс 71-605РМ. Предполагалось в случае успешной эксплуатации освоить выпуск нескольких модификаций данного вагона, что позволило бы обеспечить завод дополнительной загрузкой производства. Программой развития городского транспорта, утверждённой в 2002 году Ворнежской городской думой, закладывалась модернизация по образцу 71-605РМ 45 вагонов КТМ-5, эксплуатирующихся в г. Воронеже.
Модернизация предполагала капитальный ремонт кузова, изменение внешнего вида вагона — замену оригинальной кабины и задней части на кабину, изготовленную по проекту кабины нереализованной модели вагона КТМ-6, замену сдвижных дверей на поворотные; вместо двух линий ламп освещения в салоне устанавливалась одна линия по центру потолка; устанавливались обновлённые сиденья. Панель управления и электрооборудование были аналогичны оборудованию вагонов 71-619 первых выпусков.
Вагон 71-605РМ изначально получил № 117 и размещался в трамвайном депо № 1. С 2003 года перенумерован в № 311 и передан в трамвайное депо № 3. Эксплуатировался в период с мая 2006 по январь 2007 г.
Вагон серии 71-605РМ (№ 311) является уникальным в стране, вагоны такой же серии есть в Кемерово (один вагон, до февраля 2018 года имелось 2 единицы, 1 вагон сгорел, списан) и Усолье-Сибирском (2 вагона), но все, кроме воронежского, оборудованы КТСУ, а не ТИСУ. На данный момент местонахождение и судьба воронежского вагона 71-605РМ неизвестны, вероятнее всего он утилизирован в период с 2012 по 2014 годы.

## Известные происшествия с участием трамвайных вагонов
За время работы воронежского трамвая происходило множество дорожно-транспортных происшествий, участниками которых становились трамвайные вагоны. Широкую известность получили несколько случаев, произошедших с трамваями в разные годы:
3 сентября 1991 года вагон № 345 следовал по ул. Ворошилова на 1 маршруте в составе СМЕ 344+345, когда в него на большой скорости врезался хлебовоз, производивший обгон легковой машины по встречной полосе трамвайного пути. У обоих вагонов системы были серьёзные повреждения. Авария была одной из самых трагичных за всю историю трамвая в Воронеже — погибло 2 человека, серьёзные травмы получил 31 пассажир. После аварии оба вагона были восстановлены. Вагон № 345 ходил на линии практически до самого закрытия трамвайного движения (до марта 2009 года), после чего ему был присвоен № 393, затем № 395, под которым и был утилизирован в трамвайном депо № 3.
2 октября 1993 года около 23 часов вечера на улице Ленина произошло крупное ДТП с участием восьми вагонов Tatra T3. В связи с произошедшим обрывом контактного провода в районе педагогического института внизу улицы в районе остановки "Стадион «Динамо» скопилась очередь из трамваев в ожидании восстановления движения. После запуска движения и отправления нескольких вагонов, поехала СМЕ из вагонов № 5 — 6, на прицепном вагоне которой были отключены тормоза — вагон был неисправен, и чтобы беспрепятственно добраться до депо без пассажиров потребовалось отключить тормоза и останавливаться за счет тормозной системы первого вагона, на котором также была расторможена одна тележка. Во время движения указанной сцепки по крутому подъему вверх от перегрузки вследствие тронувшихся последующих вагонов отключилась подстанция. Неисправные вагоны остановились, но из-за того, что на трех из четырех тележек отсутствовали тормоза, сцепка не смогла удержаться на спуске на тормозах одной тележки и стала скатываться вниз и столкнулась со СМЕ № 29-30, а впоследствии столкнувшиеся вагоны врезались в находящиеся далее вагоны в составах СМЕ № 21-22 и 31-32. Несколько вагонов получили серьезные повреждения до степени списания, остальные вагоны прошли восстановительный ремонт.
2 августа 2007 года на пересечении Кольцовской и Плехановской улиц в вагон 71-605 (№ 378), следовавший по 1 маршруту врезался автобус Mercedes 27 маршрута. От удара вагон переломился пополам. Впоследствии вагон находился в течение двух лет на открытой площадке территории трамвайного депо № 3.

## Объекты инфраструктуры
На момент закрытия системы в апреле 2009 года функционировало одно трамвайное депо (трамвайный парк № 3, ул. Кривошеина, д. 13), территория которого была продана ранее на торгах (15 мая 2007 года) в связи с банкротством обслуживающего предприятия.
К утерянным из трамвайной сети Воронежа за 2000-е годы можно отнести следующие крупные объекты инфраструктуры:

### Трамвайный парк № 1
Функционировал с 1926 по 2003 г.

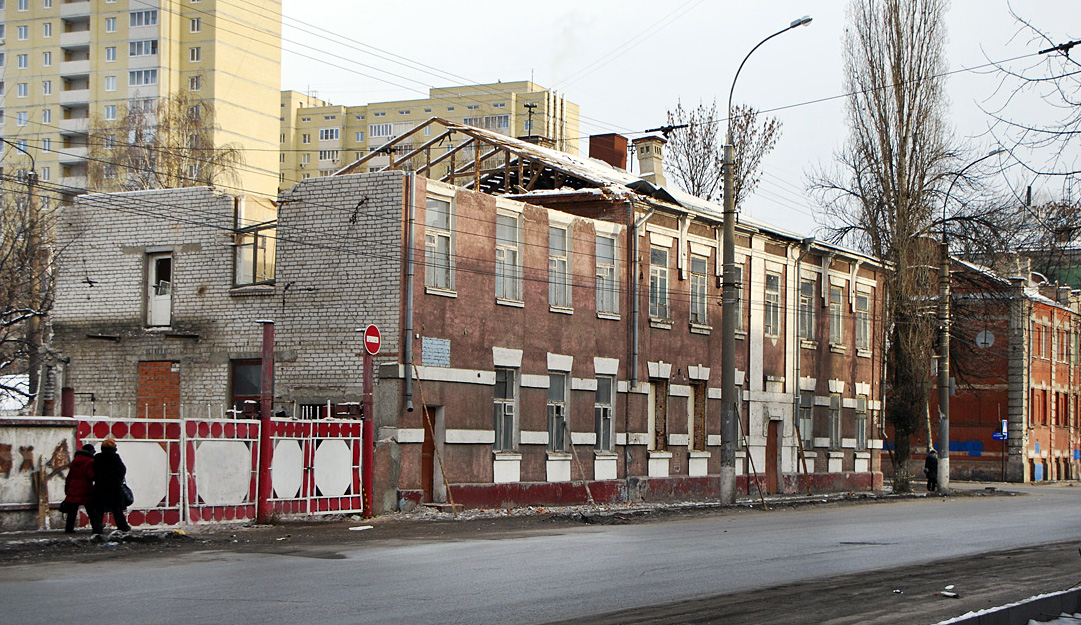
Здание депо № 1, в котором размещались управленческие органы.

Старейший трамвайный парк в городе, строительство велось в 1913—1914 гг. в рамках реализации проекта строительства трамвая. Проект строений трамвайного парка на безвозмездной основе был выполнен известным городским архитектором Михаилом Замятниным. На рубеже XIX—XX веков на его территории располагался городской ипподром.
В 1925 при подготовке строительства трамвая после заморозки строительства парковые пути были переведены на колею 1524 мм.
В депо располагались вагоноремонтные мастерские, проводились все виды ремонта трамвайных вагонов, а также был налажен выпуск различных запасных частей. Работал свой литейный цех, основанный в 1934 году.
В годы ВОВ строения депо частично пострадали. По свидетельствам очевидцев, немецкие солдаты использовали его для хранения различной военной техники, в том числе танков. После освобождения Воронежа в 1943 году депо было разграблено немцами.
На территории депо находился один из двух гейтов Воронежа (другой был расположен на ВРТТЗ). Гейт предназначался для разгрузки поступивших по железной дороге в город трамвайных вагонов (через территорию депо проходила промышленная железнодорожная ветка к расположенному поблизости заводу «Финист»).

В 1989 году депо получило 12 вагонов Tatra T6B5, наиболее совершенных с технологической точки зрения из когда-либо эксплуатирующихся в Воронеже. Они выпускались на регулярные маршруты до конца 2002 года.

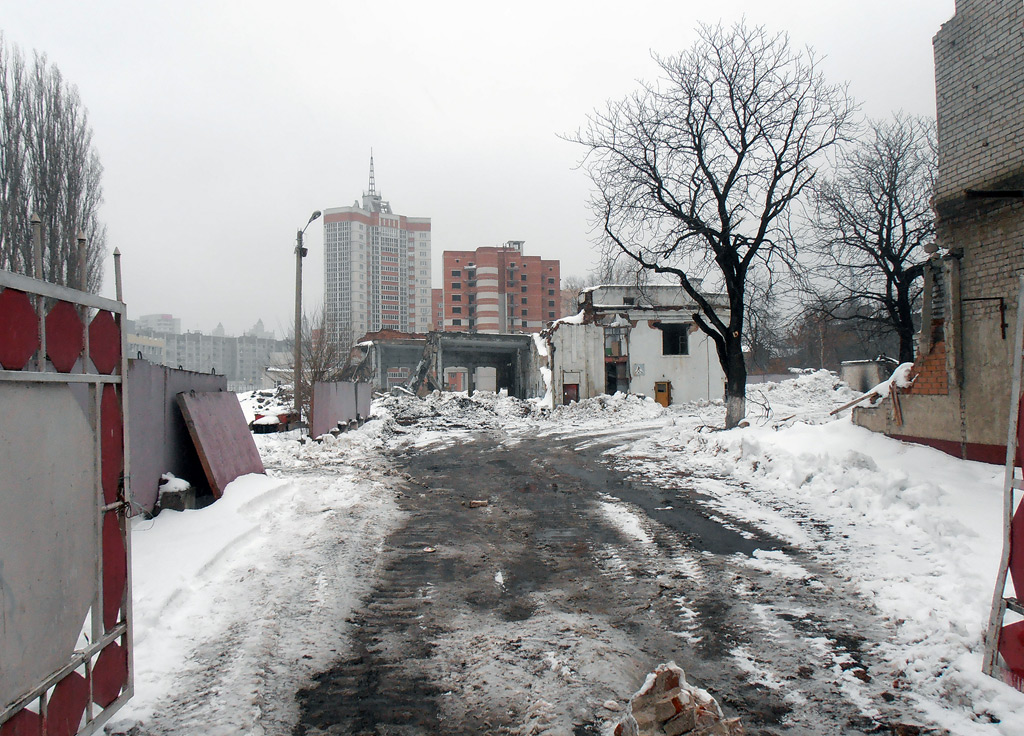
Снос трамвайного депо № 1 (2012 год)

Трамвайное депо № 1 закрыто 1 января 2003 года. Изначально территория была передана органам внутренних дел, позднее использовалась для жилищного строительства. На протяжении нескольких лет городские активисты вели переписку о признании сохранившихся строений трамвайного депо объектами культурного наследия, однако эти усилия не увенчались успехом, и к началу 2013 года все строения за исключением двухэтажного здания, построенного в 1996 году (в настоящее время в нём расположено управление по вопросам миграции ГУ МВД России по Воронежской области) на участке бывшего депо были снесены, причём после постройки жилого комплекса «Квартет», площадка на пересечении улиц 9 Января и Революции 1905 года, на которой ранее располагалось двухэтажное административное здание депо 1914 года постройки по проекту архитектора Замятина так и не была застроена, а переделана под парковку для автомобилей.
В настоящее время на территории бывшего депо построен жилой комплекс «Квартет», расположены подразделение ОМОН, отделение УГМК управление миграционной комиссии и гаражный кооператив «Ямская слобода».
Парк обслуживал маршруты № 3, 4, 5, 6, 12, 16, 20.

### Трамвайный парк № 2
Местоположение: ул. Кулибина, 15 (Левобережный район города).
Проектно-изыскательские работы по строительству левобережного трамвайного парка были начаты в 1937 году, однако с началом Великой Отечественной войны строительство не было начато.
Парк начал работу в 1945 году как ремонтная площадка при открытии движения на изолированной левобережной сети, для этого в качестве ремонтного корпуса был построен временный деревянный сарай. Строительство капитальных сооружений было окончено к 1955 году, тогда же парк официально (с большими недоделками, устраненными позже) был введен в эксплуатацию. За свою историю эксплуатировал различные вагоны, в последние годы работы — Tatra T3 и T4 различных модификаций, в том числе разнообразные служебные вагоны. Первая партия вагонов 71-605, и впоследствии Tatra T3 (в 1977 году) при поступлении в Воронеж размещались и эксплуатировались на территории депо № 2.
С марта 2002 года — Левобережный эксплуатационно-ремонтный цех, также на территории производится списание и утилизация изношенных вагонов из депо № 1
Закрыт 29 июля 2002 года.
В настоящий момент является максимально сохранившейся площадкой объектов парковой инфраструктуры воронежского трамвая: на территории депо расположены строения различных организаций, бывшие здания депо также используются для торгово-производственных и складских нужд.
Обслуживал преимущественно левобережные маршруты № 7, 9, 10, 11, 13, 15.

### Трамвайный парк № 3
Местоположение: ул. Кривошеина, 13.

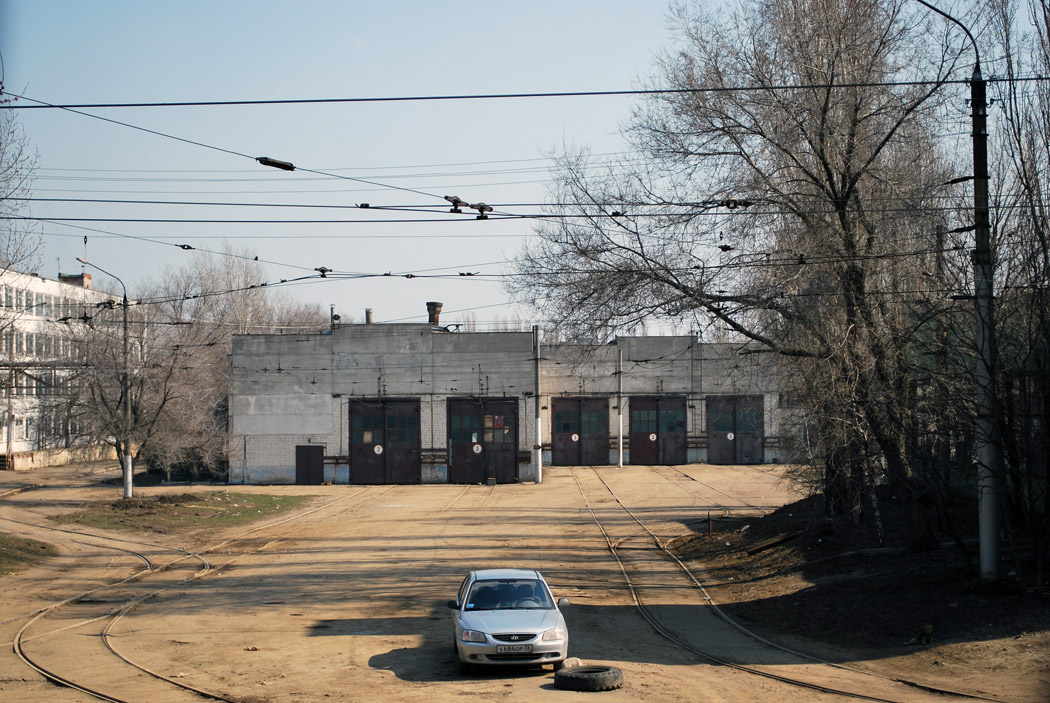
Главные ангары депо № 3 в 2009 году

Строился в конце 1970-х годов. Техническое открытие состоялось в 1981 году — изначально был построен веер, на котором вводились в эксплуатацию новые вагоны, прибывающие в Воронеж. Официально открыт в 1986 году (приурочено к 400-летию города Воронежа).
Комплекс зданий депо состоял из административно-бытового корпуса с надземным переходом к ремонтным цехам, диспетчерской службы, в которой находился учебный класс; двух зданий мастерских служб пути и энергохозяйства с гаражами для автотранспорта, гаража под служебный трамвай, тяговой подстанции, складскими зданиями, котельной. Парк был рассчитан на 150 мест для вагонов.
Оставался единственным трамвайным депо в городе (после закрытия двух других трамвайных парков) в период с 2003 по 2009 годы. Продан в 2007 году строительной компании «СинтЭК» за 38 миллионов рублей.
Закрыт 24 апреля 2009 года.
Летом-осенью 2009 года демонтирована трамвайная инфраструктура. Предполагалось строительство жилого комплекса на территории депо, для этой цели застройщиком были проведены публичные слушания в марте 2009 года. Однако впоследствии строительство жилого комплекса было отложено.
Весной 2012 года началась постепенная разборка зданий службы пути. Позднее в реконструированных зданиях административного и части производственного корпуса открылся торгово-офисный центр «Фестиваль», развёрнуто производство пластиковых стеклопакетов. Впоследствии это два последних сохранившихся объекта трамвайного депо: В связи с возвратом компаний НСТ и ЖБИ-2-Инвест к проекту застройки территория бывшего депо застраивается двумя жилыми комплексами.
Осенью 2015 года окончательно снесены здания служб пути, мастерских службы энергохозяйства и диспетчерской. В 2017 году была снесена котельная депо. В 2018 демонтированы здания складов материалов. В 2021 году появилась информация о строительстве на месте бывших мастерских парка, ранее перепрофилированных в складские помещения ещё нескольких жилых домов. На 2023 год проектное название комплекса «Галилей». К июню 2023 года снесен бывший ремонтный корпус. 
В настоящее время на месте бывшего депо построены жилые комплексы «Трамвай желаний» и «Адмирал», ведется строительство жилого комплекса «Галилей»
.
Депо обслуживало маршруты № 1, 2, 8, 14, 17, 18, 19, 21

### ВРТТЗ
Воронежский ремонтный трамвайно-троллейбусный завод был открыт в 1972 году на окраине Воронежа — улице 45-й Стрелковой Дивизии, 259Д. Основной задачей являлось производство вагонов для ремонта и обслуживания трамвайных линий и капитальный ремонт трамваев из соседних городов РСФСР (России), а также штучный ремонт троллейбусов. 

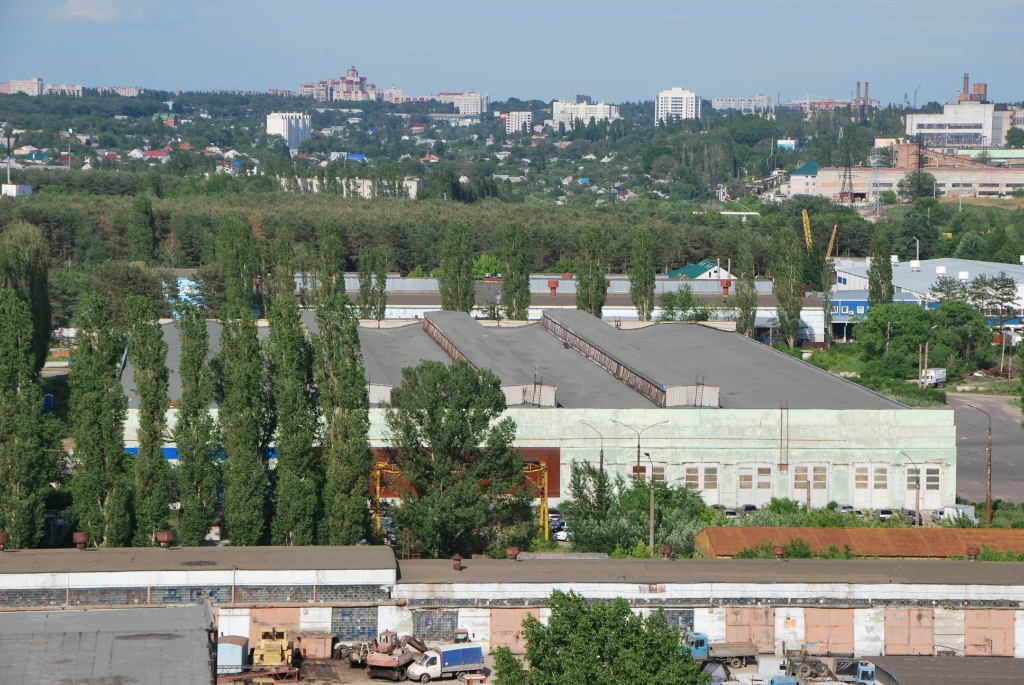
Главный корпус ВРТТЗ в 2013 году

ВРТТЗ напрямую не относился к объектам городской трамвайной инфраструктуры и не использовался в качестве трамвайного депо, однако сыграл значительную роль в истории воронежского трамвая, будучи крупным предприятием, специализирующимся на производстве спецтехники для обслуживания инфраструктуры городского электротранспорта и ремонте трамвайных вагонов. Это позволило городу получить квалифицированный ремонт подвижного состава в течение нескольких десятилетий (не учитывая ремонтных возможностей трамвайных депо). Кроме того, на территории завода располагался один из двух существующих в Воронеже трамвайных гейтов, позволяющих осуществлять выгрузку/погрузку трамвайных вагонов, поступивших в город на железнодорожных платформах. Он использовался заводом для собственных нужд (работы с подвижным составом заказчиков из других городов), а также для разгрузки вагонов, купленных Воронежем.
Юридическое лицо ликвидировано весной 2007 года, однако трамвайная инфраструктура завода сохранялась вплоть до 2009 года.
В 2009—2014 гг. на территории завода действовал логистический комплекс «Дивизион».
К началу 2015 года на территории ВРТТЗ были демонтированы строения бывшего завода. В настоящее время на территории бывшего завода построен жилой комплекс «Цветной бульвар».

### Северный мостовой переход

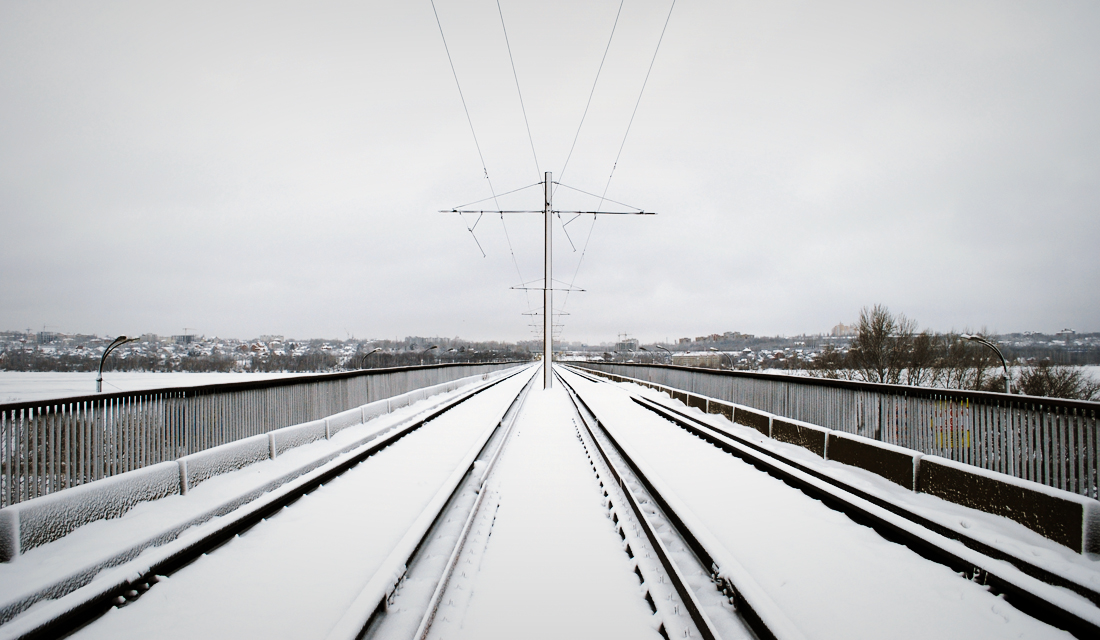
Трамвайная линия по Северному мосту (г. Воронеж)

Уникальным объектом ГЭТ Воронежа является Северный мост, построенный к 400-летию города и официально открытый в 1986 году. Он представляет собой двухъярусную конструкцию длиной 1800 метров. По верхнему ярусу в период с 1985 г. по январь 2008 года проходило пассажирское движение трамваев. Нижний ярус, разделённый на два полотна, служит для проезда автомобильного транспорта. Мост является одним из немногих двухэтажных мостов в Европе и проектировался исходя из перспективы запуска в Воронеже скоростного трамвая.
Согласно генеральному плану 2008 года предполагалось использовать трамвайный этаж для линий лёгкого метро. Согласно проектам компании «Мостгеоцентр» предполагалось использовать его же для трассировки линий лёгкого рельсового транспорта.
После закрытия трамвайного движения по линии Северного моста неоднократно появлялись предложения об организации пешеходно-велосипедной зоны, которые, однако, не были реализованы. Журналисты и обычные горожане неоднократно обращали внимание на некачественное состояние второго яруса, который за годы отсутствия трамвайного движения пришёл в упадок. В частности, нередкими стали случаи обвала элементов пешеходной дорожки на проезжающие под ней автомобили. В 2015 году проходил ремонт пешеходных конструкций второго этажа, в результате которого данные конструкции были укреплены.

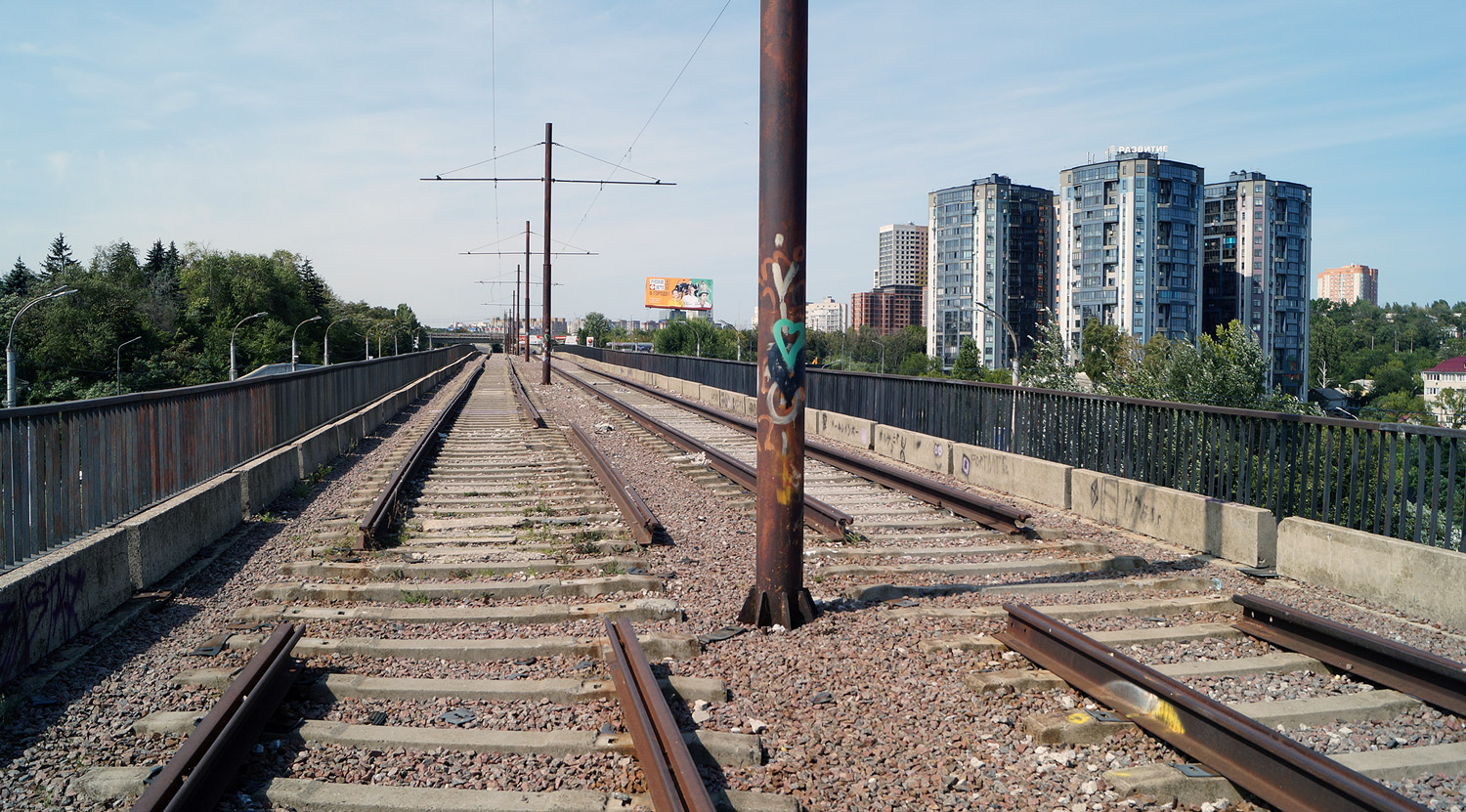
Рельсовое полотно частично украдено

На 2022 год является единственной максимально сохранившейся трамвайной линией в Воронеже, однако в настоящее время неизвестными лицами происходят кражи элементов крепления и соединения рельсов.

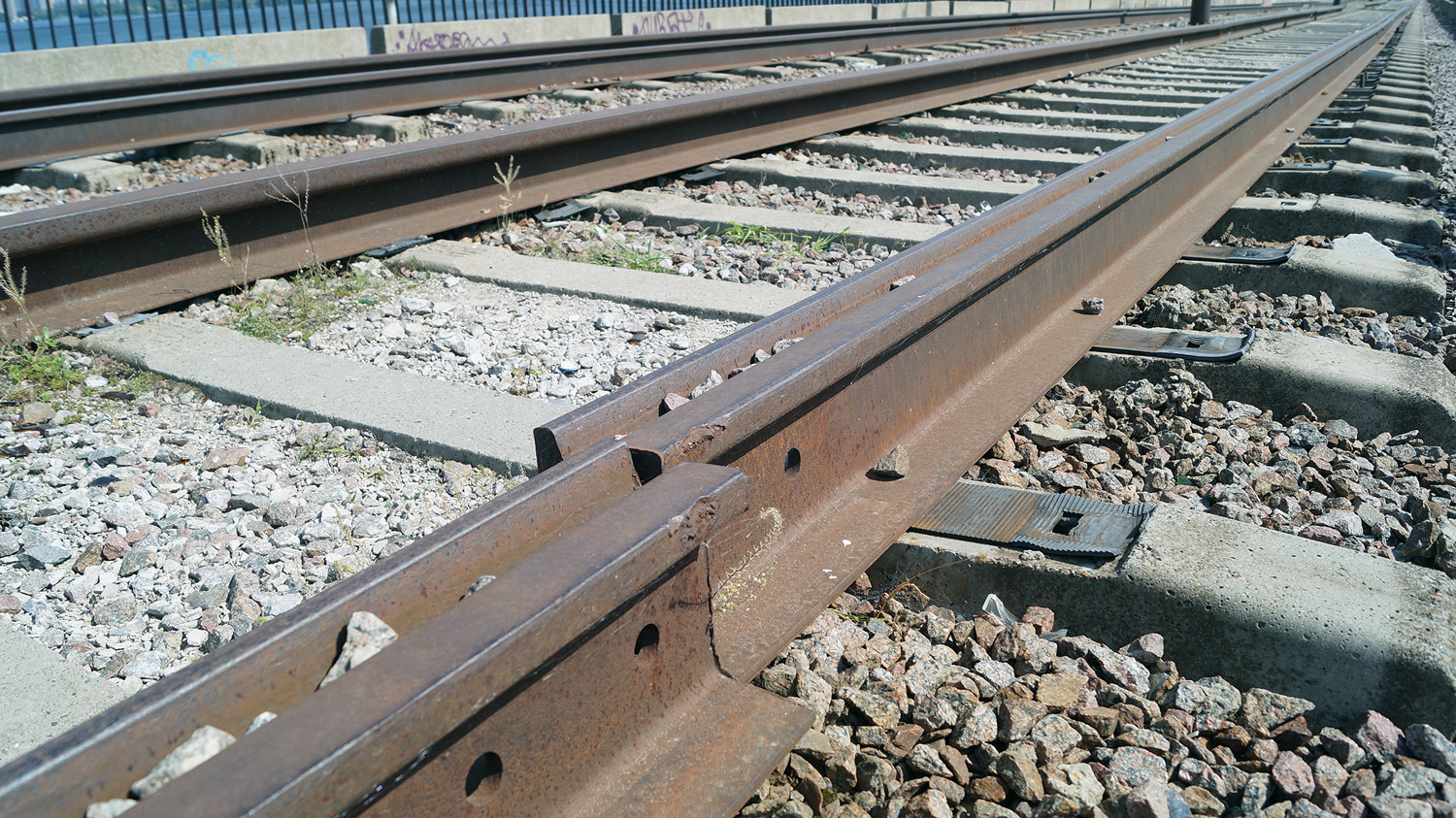
Видно отсутствие крепежа рельсов.

### Трамвайно-железнодорожные гейты

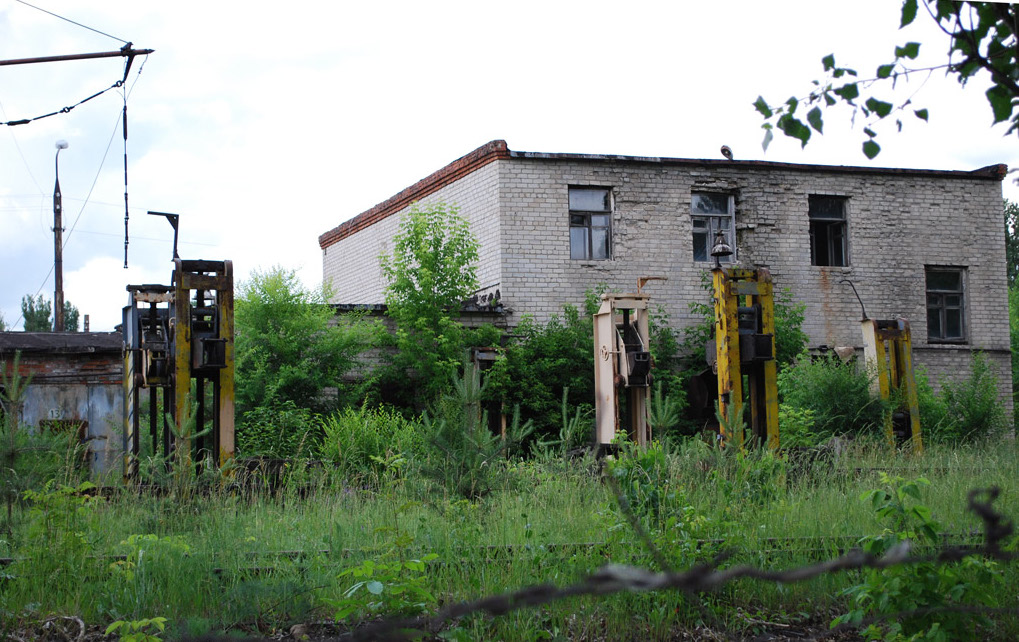
Один из двух гейтов ВРТТЗ в 2012 году

В Воронеже имелось три трамвайно-железнодорожных гейта, по которым осуществлялась доставка новых трамвайных вагонов на территорию города и их разгрузка с железнодорожных платформ. Последний из них действовал на территории Воронежского ремонтного трамвайно-троллейбусного завода до его закрытия в 2007 году.
Трамвайно-железнодорожные гейты были размещены следующим образом:
- Гейт на территории трамвайного депо № 1 по ул. 9-го Января (с 1926 по 2003 годы)[29] — как ответвление от железнодорожной линии, проходившей через старую территорию завода Воронежсельмаш к территории завода Финист в районе улицы Революции 1905 года. Гейт был разобран в 2004 году.
- Гейты на территории Воронежского ремонтного трамвайно-троллейбусного завода — использовались в основном для текущей деятельности завода, в том числе отправки/погрузки вагонов для заказчиков из других регионов[106]. Примечателен тот факт, что на территории ВРТТЗ существовал не один, а два гейта. Железнодорожная линия ВРТТЗ являлась ответвлением от грузового терминала Курского вокзала, проходя через улицу Солнечную и территорию нескольких заводов по промышленной зоне. Гейты ликвидированы в 2014 году вместе с железнодорожными путями.

### Подземные пешеходные переходы
В Воронеже имелось три подземных пешеходных перехода, интегрированных с трамвайными остановками по оси улицы. Для удобства водителей в данных местах было сделано дополнительное расширение полос автомобильной дороги, тем самым компенсируя её сужение по центру улицы. В настоящий момент времени трамвайные выходы засыпаны и закрыты (с возможностью восстановления), переходы продолжают функционировать.
- Переход на остановке «Воронежский политехнический институт» (Московский проспект). Трамвайные выходы засыпаны при демонтаже линии в 2001 году;
- Переход на остановке «Дом быта» по ул. 20-летия Октября. Трамвайные выходы засыпаны в 2009 году[111];
- Переход на остановке «Механический завод» по ул. Ворошилова. Трамвайные выходы засыпаны в 2010 году.

## Коммерческие проекты
По состоянию на 2016 год отмечается использование бывших территорий объектов трамвайной инфраструктуры для реализации строительных проектов (жилое строительство). Так, например, на трёх из четырёх объектов в разной стадии строительства реализуются следующие проекты:
| Объект трамвайной инфраструктуры   | Первичная цена продажи           | Жилой объект                                    | Сроки реализации | Объём инвестиций |
| ---------------------------------- | -------------------------------- | ----------------------------------------------- | ---------------- | ---------------- |
| Трамвайное депо № 1                | безвозмездная передача (2003 г.) | ЖК «Квартет»                                    | 2010—2017        | 3,2 млрд руб.    |
| Трамвайное депо № 3                | 47,9 млн руб. (2007 г.)          | ЖК «Адмирал», ЖК «Трамвай желаний» ЖК «Адмирал» | 2016—строится    | 3,7 млрд руб.    |
| ВРТТЗ                              | 8,7 млн руб. (2006 г.)           | ЖК «Цветной бульвар»                            | 2015—2021        | 6 млрд руб.      |
| Итого, примерный объём инвестиций: | 12,9 млрд рублей                 | 12,9 млрд рублей                                | 12,9 млрд рублей | 12,9 млрд рублей |

По оценкам экспертов, объём привлекаемых инвестиций для реализации строительных проектов на территориях бывших трамвайных депо и ремонтного завода, примерно соответствует необходимым вложениям для строительства современной системы лёгкого рельсового транспорта. При этом отмечается невысокая стоимость первичной оценки имущественного комплекса — так, например, широкий резонанс получило дело о распродаже судебными приставами активов трамвайных депо № 1, 2 [в 2003 году], дело о продаже имущества ВРТТЗ [в 2006 году], и процесс по банкротству предприятия «Воронежгорэлектротранс», в результате которого была продана территория трамвайного депо № 3 [в 2007 году].
Журналистами, чиновниками и общественными активистами неоднократно отмечалось, что оценка стоимости активов, в частности, земельных участков и объектов недвижимости, не соответствует их реальной рыночной стоимости.
Также строительство объектов недвижимости развёрнуто на территориях более мелких участков, ранее используемых как трамвайные конечные станции, либо выделенные трамвайные линии. К ним относятся, в частности, ул. Перхоровича, ул. Острогожская, Студенческий городок ВПИ, ул. Новгородская, Завод ГОО. Например, на отдельных участках трамвайных линий на улицах Ломоносова, Беговой, Краснознамённой и Южно-Моравской были построены мини-рынки.

## Хронология демонтажа трамвайных линий
По состоянию на 2025 год трамвайные пути в Воронеже практически полностью демонтированы. Единственной сохранившейся трамвайной линией является линия на Северном мостовом переходе и введённая в эксплуатацию с 1985 года, последняя полностью новая трамвайная линия, построенная в Воронеже. Сохранились небольшие отрезки рельсов на территории бывшего трамвайного депо № 2; въезде на бывшую трамвайную к/ст «Северо-Восточный район»; перекрестке проспекта Труда и ул. Солнечной; улице Беговой; улице Острогожской. Во многих случаях на улицах, где ранее пролегали трамвайные линии, сохранились растяжки с креплениями контактной сети.

### Резонансные случаи
Неоднократно демонтаж трамвайных линий приобретал резонансный характер.
Например, широкое обсуждение вызвала в 2001 году инициатива мэрии по реконструкции Московского проспекта со снятием трамвайной линии.
В 2003 году демонтаж линии по Ленинскому проспекту повлёк за собой протесты со стороны инициативных горожан, которые препятствовали демонтажным работам.
При снятии линии по улице 60-й Армии и к району СХИ в 2006 году членами комитета «Воронежцы за трамвай» высказывались сомнения в правомочности таких действий.

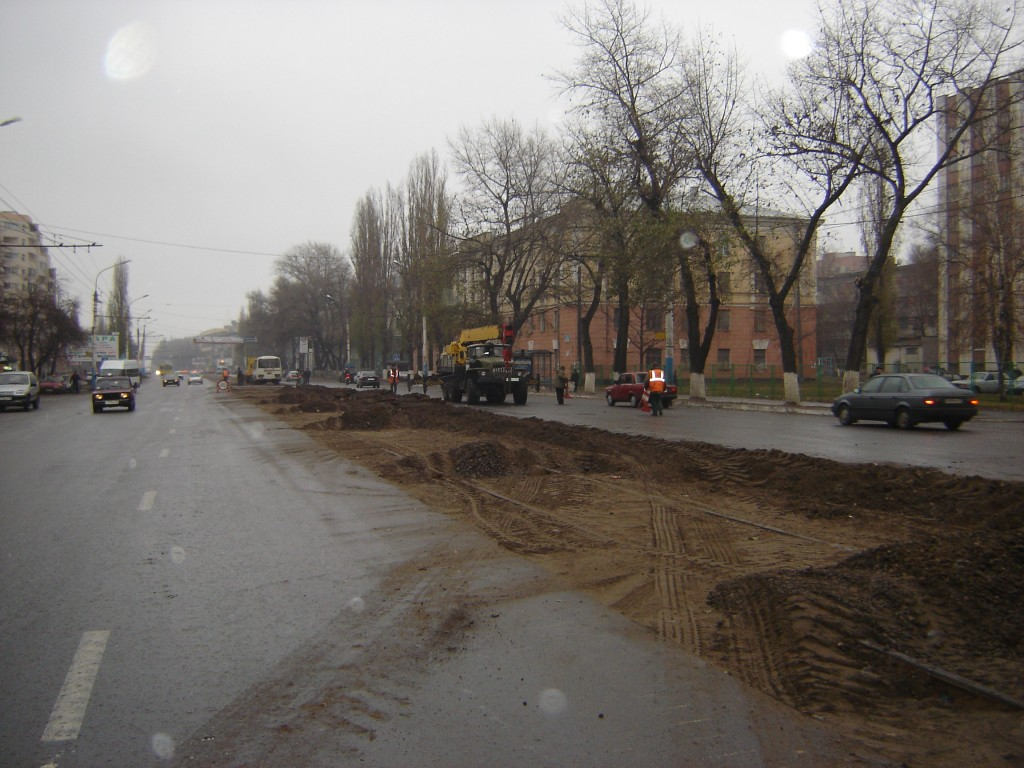
Демонтаж трамвайной линии по ул. 20-летия Октября

В 2008 году конкурсный управляющий «Воронежгорэлектротранса» блокировал демонтажные работы в течение нескольких дней по ул. 20-летия Октября, а позднее выяснилось, что при снятии участка данной линии по мосту ВОГРЭС был нарушен порядок проведения работ вследствие чего возникла угроза разрушения мостовых конструкций.
В 2010 году после демонтажа линий по улицам Кольцовская и Ворошилова подрядчик не утилизировал шпалы и щебёночную подушку должным образом, из-за чего жители нескольких пригородных посёлков выразили озабоченность экологической ситуацией.
В 2012 году при демонтаже линии по Донской ул. возникла угроза подтопления частных домовладений, находящихся в нижней части улицы, и в срочном порядке производилось асфальтирование улицы и ремонтные работы с коллектором.
В мае 2019 года правоохранительными органами была сорвана попытка кражи трамвайных рельсов с Остужевского кольца.
Нередкими также были случаи краж контактной сети трамвая с неиспользуемых линий. Как правило, кражи осуществлялись с труднодоступных участков в ночное время. Известность получили подобные случаи на участке линии к студенческому городу ВПИ, проходящей через лесной массив, и линия по Северному мостовому переходу.

### Хронология работ

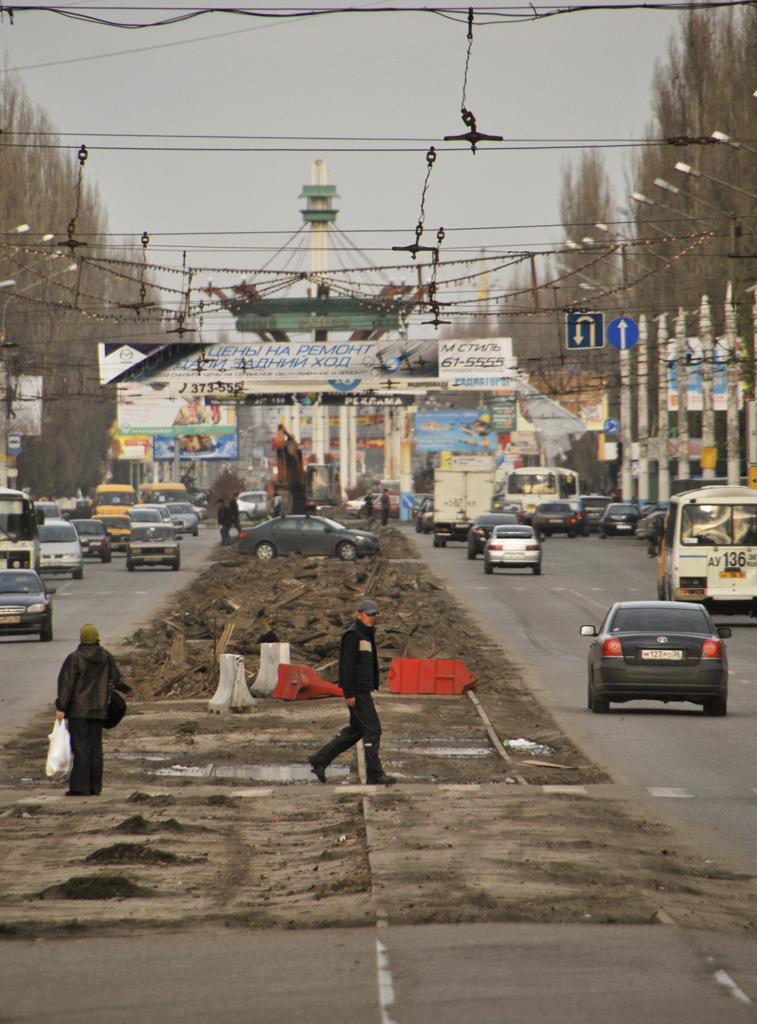
Демонтаж трамвайной линии на Ленинском проспекте

Хронологический порядок демонтажа трамвайных путей выглядит следующим образом:
- 1960 — проспект Революции, улица Кирова, улица Плехановская (от Кольцовской улицы до площади Ленина)[29];
- 2001 — улица Плехановская (от улицы Кольцовской до площади Заставы), Московский проспект (за исключением участка между улицей 45-й Стрелковой Дивизии и улицей Беговой), проспект Труда (от Московского проспекта до улицы Солнечной)[29];
- 2002 — улица Богдана Хмельницкого, улица Артамонова;
- 2003 — Ленинский проспект (от ДК завода имени Кирова до улицы Димитрова);
- 2005 — улица Димитрова, линия на СХИ (улица Ломоносова, улица Берёзовая Роща, опытные поля СХИ, улица Тимирязева), линия к студенческому городку ВПИ по улице 60-й Армии;
- 2008 — улица 20-летия Октября и проходящий участок линии по мосту ВоГРЭС[126];
- 2009 — оставшийся в эксплуатации в 2001—2009 гг. участок линии по Московскому проспекту[127], улица Моисеева, улица 9 Января (частично) и улица Ленина (частично)[128];
- 2010 — улица Кольцовская и улица Ворошилова[129], Ленинский проспект (на участке от улицы Димитрова до конечной станции «Северо-Восточный район»);
- 2011 — оставшаяся часть линии по улице 9 Января (за исключением виадука через железнодорожные пути) и проспекта Труда, улица Солнечная, улица Острогожская, улица Героев Стратосферы, улица Ростовская, улица Менделеева;
- 2012 — улица Донская, улица Вавилова, улица Полевая, Рабочий проспект;
- 2014 — улица Краснознамённая, улица Южно-Моравская, улица Беговая, улица Матросова (частично);
- 2015 — улица Матросова (на перегоне улица Героев Сибиряков — улица Кривошеина), улица Южно-Моравская;
- 2019 — виадук на улице 9 Января, путепровод на улице Менделеева;
- 2020 — виадук на улице Ленина.
- 2024 — трамвайная развязка на кольцевом пересечении Ленинского проспекта с улицей Остужева;
- 2025 — улица Остужева

## Перспективы создания скоростного трамвая

### Общественное мнение
Демонтаж трамвайных линий, который должен был улучшить пропускную способность автомобильных дорог в городе и, соответственно, значительно улучшить ситуацию с автомобильными пробками, не привёл к ожидаемым результатам.
В 2005 году для защиты электротранспорта было создано Региональное общественное движение «Комитет — „Воронежцы за трамвай“», лидером которого стал в то время малоизвестный студент-активист А. С. Буслов. Целью комитета была пропаганда развития электротранспорта, консультация СМИ и городских властей о его преимуществах, распространение достоверной информации о трамвае и троллейбусе, как видах городского транспорта. Комитетом было организовано множество публичных акций, его представители неоднократно выступали с комментариями в СМИ и на различных публичных мероприятиях. Деятельность организации продолжилась несмотря на закрытие трамвайного движения: с 2009 года в формате воронежского отделения общественной организации «Город и транспорт», созданной на базе нескольких транспортных общественных организаций в различных регионах России.
Тематика, связанная с деградацией электротранспорта на протяжении многих лет оставалась в центре внимания региональной прессы. В городе регулярно проводятся социологические исследования общественного мнения горожан по различным вопросам, связанным с судьбой трамвайного движения:
Согласно опросу, проведённому в ноябре 2008 года, 68 % воронежцев поддерживает строительство в городе скоростного трамвая.
В марте 2009 года большинство опрошенных воронежцев не поддержало демонтаж трамвайных путей.
Жители района, прилежащего к трамвайному депо № 3, весной 2009 года выступили против его застройки на публичных слушаниях.
Большинство жителей, присутствовавших на публичных слушаниях по проекту нового Генерального плана развития города летом 2008 года поддержали большее развитие трамвайной сети, чем предусматривал первоначальный проект, в итоге предложения жителей были учтены, а число линий трамвая увеличено.

### Заявления городских властей
После ухода в отставку мэра города Воронежа А. Я. Ковалёва осенью 2003 года и последующих выборов нового градоначальника на уровне местного самоуправления неоднократно звучали заявления о необходимости восстановления и сохранения трамвайного движения:
- В 2004 году считавшийся фаворитом предвыборной гонки за пост мэра города И. Д. Образцов, пользующийся поддержкой губернатора В. Г. Кулакова, заявлял о необходимости развития трамвайного движения, в том числе с использованием модернизированных вагонов типа 71-605РМ, опытный экземпляр которого изготавливался на ВРТТЗ.
- В 2006 году глава города Б. М. Скрынников сообщил о намерении увеличить число трамваев в городе до 200 штук к 2010 году[59].
- В 2007 году после визита в город Брно, Б. М. Скрынников снова заявил о необходимости восстановления трамвайного движения[134].
- Осенью 2008 года руководитель управления организации городских пассажирских перевозок Д. Б. Крутских заявлял о том, что «трамвайное движение [в Воронеже] не прекратится никогда»[135].

После закрытия трамвайного движения в городе представителями различных структур были сделаны заявления о необходимости развития трамвайного сообщения:
В интервью от 22 июля 2009 года глава города С. М. Колиух отметил:

От трамвая никто не собирается отказываться. Они обязательно будут курсировать по городу, только по совершенно новой маршрутной схеме и даже сами трамваи будут совершенно новые, скоростные, бесшумные. Просто на той старой схеме через центральную часть города этого просто невозможно добиться.

Аналогичные мысли были высказаны в интервью местной прессе и вице-мэром Воронежа В. Кузнецовым уже после закрытия трамвайного движения:

К сожалению, мы не всё успели. Самой болезненной потерей, конечно же, стала потеря нашего любимого воронежского трамвая. Честно говоря, к моменту нашего прихода была уже пройдена «точка невозврата», и трамвай того поколения невозможно было спасти.

Об этом говорил и главный архитектор Воронежа А. Бородецкий:

Мы не намерены окончательно отказываться от трамваев. Однако на центральных магистралях им не место.

Кроме того, «огромной ошибкой и невосполнимой потерей экологически чистого вида транспорта» считает закрытие трамвая в Воронеже начальник УГИБДД ГУВД по Воронежской области В. Верзилин.

### Программы и проекты
При принятии нового генерального плана развития города Воронежа в 2008 году большинство горожан, присутствовавших на публичных слушаниях, поддержали большее развитие трамвайной сети, чем предусматривал первоначальный проект. По итогам обсуждения жители были услышаны, а число линий трамвая увеличено. Помимо того, что в новый генеральный план города было внесено сооружение лёгкого метро, в ноябре 2008 года местными властями было объявлено, что в городе будет создан и лёгкий рельсовый транспорт в виде скоростного трамвая — «с нуля», в порядке частно-государственного инвестиционного партнёрства.
В 2009—2014 гг. компанией «Мостгеоцентр» было представлено несколько различных проектов, нацеленных на создание линий лёгкого рельсового транспорта. Проект внутригородской сети линий лёгкого рельсового транспорта был одобрен для реализации в формате государственно-частного партнёрства и размещён в списке инвестиционных проектов на Инвестиционном портале Воронежской области.
Эксперты отметили, что проект компании «Мостгеоцентр», представленный зимой — весной 2013—2014 гг., по охвату основных транспортных направлений идентичен существующей по состоянию на 2001 год трамвайной сети города Воронежа.

## Рамонский грузовой трамвай
В 1916 году в Рамони была построена и открыта узкоколейная железная дорога, предназначенная для перевозки грузов к местному сахарному заводу. Первоначально обслуживалась вагонами на конной тяге. Впоследствии вагоны были переведены на паровозную тягу. В 1930-х годах УЖД была электрифицирована, а из Зиновьевска были переданы несколько пассажирских трамвайных вагонов, которые были реконструированы в грузовые.
```
- Уже в первом году трамвай, устройство которого обошлось в 180 тысяч рублей, перевез 447 тысяч тонн груза. Размер экономии от трамвайных перевозок станет ясен, если указать, что транспортировка одной тонны от ст. Рамонь до завода вагонетками обходилась до 6-7 рублей, а трамваем — не дороже 3 р. 50 к. Сейчас трамвайная линия выросла. Ее общее протяжение — около 5 300 метров. Имеется девять моторных и семь прицепных вагонов.
```

Узкоколейная железная дорога являлась не только «сахарной», но и торфовозной — по ней вывозился торф с Берёзовского торфомассива, расположенного приблизительно в 8 километрах к северо-востоку от Рамони. В первые послевоенные годы торф был основным топливом на сахарном заводе.
Движение электрических вагонов по УЖД было прекращено в 1941 году, когда в связи с началом Великой Отечественной войны оборудование с сахарного завода было эвакуировано в Куйбышев.
После освобождения Воронежа сахарный завод и УЖД возобновили работу. В 1950-х годах линия восстановлена, однако стала обслуживаться паровозами.
По состоянию на начало 1950-х годов, развёрнутая протяжённость путей узкой колеи достигала 6 километров (без учёта торфовозной линии). С учётом торфовозной линии протяжённость составляла не менее 15 километров.
Среди подвижного состава насчитывалось не менее 7 паровозов Гр, ПТ4, ВП4 и Кч4, а также полувагоны, платформы, крытые вагоны, цистерны (платформы с закреплённым котлом). В стандартном грузовом поезде обычно было по 7-10 вагонов, нередко его вели два паровоза — в голове и в хвосте.
В сезон (с начала сентября до конца зимы, иногда — до конца апреля), когда завод работал круглосуточно, без выходных дней, по узкой колее перевозились грузы, традиционные для предприятий сахарной промышленности — свёкла, известь, уголь, патока, готовая продукция.
В 1960-е годы дорога обслуживалась мотовозом ДМ54, затем — тепловозами ТУ4. К 1976 году паровая тяга была окончательно ликвидирована.
В 1990-е годы от железнодорожной станции Рамонь на завод доставлялась свёкла, поступавшая по широкой колее из Колодезянского свеклопункта (станция Колодезная, Каширский район Воронежской области).
В 2003 году узкоколейная железная дорога действовала с сентября до конца декабря. Производились перевозки готовой продукции. Возили сахар, патоку, по некоторым данным, иногда и свёклу. Но массовой перевозки свёклы, со слов работников завода, уже не было — её предпочитают доставлять автомобилями.
Вне сезона (во все остальные месяцы) узкоколейная железная дорога не действовала. Было возможно лишь редкое, техническое движение.
В 2005 году Рамонский сахарный комбинат прекратил работу, соответственно вместе с железной дорогой. В 2006 году часть подвижного состава была продана и вывезена из Рамони.
К апрелю 2009 году УЖД была полностью демонтирована.

## Воронежский трамвай в культуре и творчестве
- Запуск трамвайного движения в Воронеже упомянут в повести В. А. Кораблинова «Азорские острова» и в произведении «Воронежская поэма»[147][148][149]

Но самым ярким и звонким событием года был, разумеется, пуск трамвая. Рассыпая голубые искры и весело треща звоночками, он промчался по тихим, поросшим травкой улицам. Толпы горожан стояли по обочинам тротуаров, с восхищением глядели на сверкающие новенькие красные вагоны «электрической конки», как снисходительно называли трамвай нафталиновые интеллигентные старички в черепаховых пенсне и чёрных крылатках с бронзовыми застёжками в виде львиных морд.
Трамвай пошёл!

 С первых же строк (я отлично видел это) Маяковский насторожился. В стихотворении, которое я, к сожалению, не могу привести на память, говорилось о том, каким был старый, «дотрамвайный» Воронеж с его прочно устоявшимся мещанско-купеческим бытом, с его сонной, медленной жизнью.
Одни извозчики — и нет трамваев!
— заканчивалась первая строфа и повторялась в конце тех строф, где говорилось о недавней воронежской старине. Затем начиналась звонкая ода трамваю — блистающему, яркому, звенящему, — трамваю-символу, радостной примете Воронежа нового, советского. Стихи, как я уже рассказывал, были здорово написаны, и Маяковский вполне оценил их. Когда Нина кончила чтение, он сказал:
— Очень хорошо!
И, глядя поверх наших голов, с удовольствием повторил:

— Одни извозчики — и нет трамваев…

Вот мы стоим и ждём трамвая.

Нужный нам номер всё не идёт.

И вот, уже чувств своих не скрывая,

Ворчим, «Ах чёрт побери, не тот!»

На электрическом циферблате

Стрелки дёргаются рывком.

Я вырастал из ребячьих платьиц,

Не успел оглянуться — стал стариком.

Я помню город с бельгийской конкой,

Пролёток дребезг по мостовой.

А раньше ещё — дилижанс до Задонска…

Пришёл трамвай. Восьмёрка. Мой.

<…>

Маяковский совсем домашний.

— Товарищи! — басит он тихонько.

— Почитаем, а?

Вы скажете: да, но причём тут трамваи?

Чтож, у меня имеются доводы!

Трамвай — это эра в жизни края!

Трамвай — это символ Воронежа нового!
- После запуска трамвайного движения и до середины 1930-х гг. заголовок одной из рубрик газеты «Воронежская коммуна», печатавшийся в каждом выпуске, имел изображение трамвайного вагона.
- Воронежский трамвай упомянут в повести Эдуарда Пашнева «Мама, я больше не буду», где одна из главных героев, Зинаида Петровна работает вагоновожатой. В повести упомянуты трамвайные остановки «Стадион Динамо», «ул. Коммунаров», «СХИ».
- Также воронежский трамвай упоминается в книге Геннадия Луткова «Я рисую паровозы»: в одном из рассказов описана трамвайная линия в Берёзовую рощу.
- В 2005 году был снят клип на песню воронежского исполнителя Сергея Гребенникова «Встреча в трамвае» с участием вагона 71-605РМ[150]
- В 2019 году возле жилого комплекса «Трамвай желаний» (бывшее трамвайное депо № 3) и домом № 17 по улице Кривошеина был разбит сквер «Трамвай желаний». В конце июля в сквере был установлен макет трамвайного вагона[151][152]
- В 2019 году проведена авторская фотовыставка о последних месяцах работы воронежского трамвая в 2009 году[153].

## Воронежский трамвай в литературе
- В 2010 году издана книга «История Воронежского трамвая. 1926—2009», в которой описана история появления и развития трамвайного движения в Воронеже и основных объектов его инфраструктуры, включая фотографии[154];
- В 2013 году издательством «Железнодорожное дело» была выпущена книга «Трамвай и троллейбус в Воронеже». В книге описана хронология работы инфраструктуры городского электротранспорта Воронежа начиная с конца 19 века и заканчивая 2013 годом. Книга содержит множество фотографий электротранспорта Воронежа[155].
- В 2019 году в связи с 25-летием поездки иностранных фотографов-любителей городского транспорта в Воронеж был выпущен фотоальбом «Воронежский трамвай в 1994 году. Взгляд из-за рубежа», содержащий фотографии городского транспорта по состоянию на июнь 1994 года[156].